# Liste der Schulen mit Matura in Österreich
Die Liste der Schulen mit Matura in Österreich listet Schulen in Österreich, welche zur Matura führen.

## Burgenland
| Bild | Schule                                                                      | Bezirk          | Ort             | Jahr       | Typ             | Träger                               | Spezialisierung                                            | Anmerkungen                                   |
| ---- | --------------------------------------------------------------------------- | --------------- | --------------- | ---------- | --------------- | ------------------------------------ | ---------------------------------------------------------- | --------------------------------------------- |
|      | BG/BRG/BORG Eisenstadt                                                      | Eisenstadt      | Eisenstadt      | 1922       | BG, BRG, BORG   | Republik Österreich                  |                                                            |                                               |
|      | Gymnasium der Diözese Eisenstadt Wolfgarten                                 | Eisenstadt      | Eisenstadt      | 1960       | G               | Diözese Eisenstadt                   |                                                            |                                               |
|      | Theresianum Eisenstadt                                                      | Eisenstadt      | Eisenstadt      | 1921       | HLW, ORG        | Schwestern vom Göttlichen Erlöser    |                                                            |                                               |
|      | HTBLA Eisenstadt                                                            | Eisenstadt      | Eisenstadt      | 1972       | HTBL            | Republik Österreich                  | Flugtechnik Maschinenbau Werkstofftechnik Mechatronik      |                                               |
|      | Bundeshandelsakademie und Bundeshandelsschule Eisenstadt                    | Eisenstadt      | Eisenstadt      | 1924       | BHAK, BHAS      | Republik Österreich                  |                                                            |                                               |
|      | BORG Güssing                                                                | Güssing         | Güssing         | 1963       | BORG            | Republik Österreich                  | Informatik, Musik, Naturwissenschaft, Sport, Gewerbe       | Bundesschulzentrum Güssing                    |
|      | Höhere Bundeslehranstalt für wirtschaftliche Berufe Güssing (Ecole Güssing) | Güssing         | Güssing         |            | HBLW            | Republik Österreich                  | Kommunikations- und Mediendesign, Gesundheit und Tourismus | Bundesschulzentrum Güssing                    |
|      | Bundeshandelsakademie und Bundeshandelsschule Stegersbach                   | Güssing         | Stegersbach     | 1973       | BHAK, BHAS      | Republik Österreich                  | GOLF-HAK                                                   | Campus Stegersbach                            |
|      | Bundesoberstufenrealgymnasium und Bundeshandelsschule Jennersdorf           | Jennersdorf     | Jennersdorf     | 1966       | BORG, BHAS      | Republik Österreich                  |                                                            |                                               |
|      | Bundesgymnasium und Bundesrealgymnasium Mattersburg                         | Mattersburg     | Mattersburg     | 1924       | BG, BRG         | Republik Österreich                  |                                                            |                                               |
|      | Bundeshandelsakademie und Bundeshandelsschule Mattersburg                   | Mattersburg     | Mattersburg     | 1974       | BHAK, BHAS, AUL | Republik Österreich                  |                                                            |                                               |
|      | Bundeshandelsakademie und Bundeshandelsschule Frauenkirchen                 | Neusiedl am See | Frauenkirchen   |            | BHAK, BHAS      | Republik Österreich                  |                                                            | Denkmalschutz (Altbau)                        |
|      | Gymnasium Neusiedl                                                          | Neusiedl am See | Neusiedl am See | 1965/1972  | BG, BRG         | Republik Österreich                  |                                                            |                                               |
|      | Akademie der Wirtschaft Neusiedl am See                                     | Neusiedl am See | Neusiedl am See | 1975       | BHAK, BHAS      | Republik Österreich                  |                                                            |                                               |
|      | Höhere Lehranstalt für Wirtschaft und Tourismus, (Pannoneum)                | Neusiedl am See | Neusiedl am See | 1926       | HBLW            | Republik Österreich                  |                                                            |                                               |
|      | Bundeshandelsakademie und Bundeshandelsschule Oberpullendorf                | Oberpullendorf  | Oberpullendorf  | 1970       | BHAK, BHAS      | Republik Österreich                  |                                                            |                                               |
|      | Franz Liszt-Gymnasium Oberpullendorf                                        | Oberpullendorf  | Oberpullendorf  | 1963       | BG, BRG, BORG   | Republik Österreich                  |                                                            |                                               |
|      | Bundesgymnasium Oberschützen                                                | Oberwart        | Oberschützen    | 1846       | BG, BRG, BORG   | Republik Österreich                  |                                                            | BSSM (Burgenländisches Schule & Sport Modell) |
|      | Wimmergymnasium Oberschützen                                                | Oberwart        | Oberschützen    | 1845       | RG, ORG         | Evangelisches Schulwerk Oberschützen | Musikgymnasium                                             |                                               |
|      | HBLA Oberwart                                                               | Oberwart        | Oberwart        | 1946       | HBLA            | Republik Österreich                  | Tourismus, Gastronomie, Mode                               |                                               |
|      | Bundesbildungsanstalt für Elementarpädagogik Oberwart                       | Oberwart        | Oberwart        | 1971       | BAfEP           | Republik Österreich                  |                                                            |                                               |
|      | Bundeshandelsakademie und Bundeshandelsschule Oberwart                      | Oberwart        | Oberwart        | 1928, 1958 | BHAS, BHAK      | Republik Österreich                  |                                                            |                                               |
|      | Zweisprachiges Bundesgymnasium Oberwart                                     | Oberwart        | Oberwart        | 1992       | BG              | Republik Österreich                  | Kroatischer und ungarischer Zweig                          |                                               |
|      | Höhere Lehranstalt für wirtschaftliche Berufe Pinkafeld                     | Oberwart        | Pinkafeld       | 2010       | HBLW            | Republik Österreich                  | Gesundheits- und Sozialmanagement                          |                                               |
|      | HTBLuVA Pinkafeld                                                           | Oberwart        | Pinkafeld       | 1967       | HBTL            | Republik Österreich                  | Bautechnik, Elektronik, Gebäudetechnik, Informatik         | Internat                                      |

## Kärnten
| Bild | Schule                                                                         | Bezirk                   | Ort                      | Jahr | Typ              | Träger                                                               | Spezialisierung                                                                                               | Anmerkungen                          |
| ---- | ------------------------------------------------------------------------------ | ------------------------ | ------------------------ | ---- | ---------------- | -------------------------------------------------------------------- | --- | ------------------------------------ |
|      | Bundesrealgymnasium Feldkirchen                                                | Feldkirchen              | Feldkirchen in Kärnten   | 1979 | BRG, BORG        | Republik Österreich                                                  | |                                      |
|      | Bundeshandelsakademie und Bundeshandelsschule Feldkirchen                      | Feldkirchen              | Feldkirchen in Kärnten   | 1970 | BHAK, BHAS       | Republik Österreich                                                  | |                                      |
|      | BORG Hermagor                                                                  | Hermagor                 | Hermagor-Pressegger See  | 1966 | BORG             | Republik Österreich                                                  | UNESCO-Schule                                                                                                 |                                      |
|      | Höhere Bundeslehranstalt für wirtschaftliche Berufe Hermagor                   | Hermagor                 | Hermagor-Pressegger See  | 1957 | HBLW             | Republik Österreich                                                  | |                                      |
|      | Abendgymnasium Klagenfurt                                                      | Klagenfurt am Wörthersee | Klagenfurt am Wörthersee | 1970 | BG, BRG, WBRG    | Republik Österreich                                                  | Gymnasium für Berufstätige                                                                                    |                                      |
|      | Europagymnasium Klagenfurt                                                     | Klagenfurt am Wörthersee | Klagenfurt am Wörthersee | 1552 | BG, BRG          | Republik Österreich                                                  | Informatik, Europaklasse, Klassisch, Ganztagsklasse                                                           | Denkmalschutz                        |
|      | Ingeborg-Bachmann-Gymnasium                                                    | Klagenfurt am Wörthersee | Klagenfurt am Wörthersee | 1929 | BG, BRG, WBRG    | Republik Österreich                                                  | |                                      |
|      | BG und BRG Mössingerstraße                                                     | Klagenfurt am Wörthersee | Klagenfurt am Wörthersee | 1989 | BG, BRG          | Republik Österreich                                                  | |                                      |
|      | Bundesgymnasium für Slowenen                                                   | Klagenfurt am Wörthersee | Klagenfurt am Wörthersee | 1957 | BG, BRG          | Republik Österreich                                                  | | Denkmalschutz                        |
|      | Zweisprachige Bundeshandelsakademie Klagenfurt                                 | Klagenfurt am Wörthersee | Klagenfurt am Wörthersee | 1990 | BHAK             | Republik Österreich                                                  | | Denkmalschutz                        |
|      | BG/BRG Lerchenfeld                                                             | Klagenfurt am Wörthersee | Klagenfurt am Wörthersee | 1945 | BG, BRG          | Republik Österreich                                                  | |                                      |
|      | BORG Klagenfurt                                                                | Klagenfurt am Wörthersee | Klagenfurt am Wörthersee | 1963 | BRG, BORG        | Republik Österreich                                                  | |                                      |
|      | Bischöfliches Gymnasium St. Ursula Klagenfurt                                  | Klagenfurt am Wörthersee | Klagenfurt am Wörthersee | 1986 | RG, ORG          | Diözese Gurk                                                         | | Denkmalschutz                        |
|      | Bundesrealgymnasium Klagenfurt-Viktring                                        | Klagenfurt am Wörthersee | Klagenfurt am Wörthersee | 1977 | BRG              | Republik Österreich                                                  | | Stift Viktring, Denkmalschutz        |
|      | Handelsakademie Klagenfurt am Wörthersee                                       | Klagenfurt am Wörthersee | Klagenfurt am Wörthersee | 1895 | BHAK, BHAS, AUL  | Republik Österreich                                                  | Cooperatives Offenes Lernen                                                                                   | Denkmalschutz                        |
|      | HTL1 Lastenstraße Klagenfurt                                                   | Klagenfurt am Wörthersee | Klagenfurt am Wörthersee | 1861 | HTBL             | Republik Österreich                                                  | Maschinenbau, Mechatronik, Elektrotechnik                                                                     | Denkmalschutz                        |
|      | HTL Mössingerstraße                                                            | Klagenfurt am Wörthersee | Klagenfurt am Wörthersee | 1988 | HTBL             | Republik Österreich                                                  | |                                      |
|      | HBLA Pitzelstätten                                                             | Klagenfurt am Wörthersee | Klagenfurt am Wörthersee | 1994 | HBLA, HLFS       | Republik Österreich                                                  | | Schloss Pitzelstätten, Denkmalschutz |
|      | Höhere Bundeslehranstalt für Wirtschaft und Mode Klagenfurt (WI’MO Klagenfurt) | Klagenfurt am Wörthersee | Klagenfurt am Wörthersee | 1868 | HBLW, HBLA       | Republik Österreich                                                  | |                                      |
|      | BAfEP Kärnten                                                                  | Klagenfurt am Wörthersee | Klagenfurt am Wörthersee |      | BAfEP            | Republik Österreich                                                  | |                                      |
|      | HTL Ferlach                                                                    | Klagenfurt-Land          | Ferlach                  | 1878 | HTBL             | Republik Österreich                                                  | |                                      |
|      | BORG Auer von Welsbach                                                         | Sankt Veit an der Glan   | Althofen                 | 1964 | BORG             | Republik Österreich                                                  | | Carl Auer von Welsbach               |
|      | Bundeshandelsakademie und Bundeshandelsschule Althofen                         | Sankt Veit an der Glan   | Althofen                 | 1973 | BHAK             | Republik Österreich                                                  | |                                      |
|      | Bundesgymnasium und Marianum Tanzenberg                                        | Sankt Veit an der Glan   | Sankt Veit an der Glan   | 1946 | BG               | Republik Österreich                                                  | | Schloss Tanzenberg, Denkmalschutz    |
|      | BG/BRG St. Veit an der Glan                                                    | Sankt Veit an der Glan   | Sankt Veit an der Glan   | 1966 | BG, BRG          | Republik Österreich                                                  | |                                      |
|      | HLW St. Veit an der Glan                                                       | Sankt Veit an der Glan   | Sankt Veit an der Glan   | 1913 | HBLW             | Republik Österreich                                                  | |                                      |
|      | Bundesgymnasium Porcia                                                         | Spittal an der Drau      | Spittal an der Drau      | 1938 | BG               | Republik Österreich                                                  | | UNESCO-Schule                        |
|      | BORG Spittal an der Drau                                                       | Spittal an der Drau      | Spittal an der Drau      | 1985 | BORG             | Republik Österreich                                                  | |                                      |
|      | BRG Spittal an der Drau                                                        | Spittal an der Drau      | Spittal an der Drau      | 1975 | BRG              | Republik Österreich                                                  | |                                      |
|      | Bundeshandelsakademie und Bundeshandelsschule Spittal an der Drau              | Spittal an der Drau      | Spittal an der Drau      | 1968 | BHAK, BHAS, HBTL | Republik Österreich                                                  | Höhere Lehranstalt für Mechatronik                                                                            | Denkmalschutz                        |
|      | HLW Spittal an der Drau                                                        | Spittal an der Drau      | Spittal an der Drau      | 1995 | HBLW, AUL        | Republik Österreich                                                  | | Denkmalschutz                        |
|      | HTL Villach                                                                    | Villach                  | Villach                  | 1873 | HTBL             | Republik Österreich                                                  | Hochbau, Tiefbau, Innenarchitektur, Informatik, Informatik & Management, IT-Netzwerktechnik, IT-Medientechnik |                                      |
|      | Peraugymnasium                                                                 | Villach                  | Villach                  | 1869 | BG, BRG          | Republik Österreich                                                  | | Denkmalschutz                        |
|      | BG/BRG Villach St. Martin                                                      | Villach                  | Villach                  | 1938 | BG, BRG          | Republik Österreich                                                  | |                                      |
|      | Bundeshandelsakademie und Bundeshandelsschule Villach                          | Villach                  | Villach                  |      | BHAK, BHAS, AUL  | Republik Österreich                                                  | |                                      |
|      | Centrum Humanberuflicher Schulen                                               | Villach                  | Villach                  |      | HBLW             | Republik Österreich                                                  | Mode, Medien und Kunst                                                                                        |                                      |
|      | Kärntner Tourismusschule                                                       | Villach                  | Villach                  | 1869 | HLT              |                                                                      | |                                      |
|      | Höhere Lehranstalt für wirtschaftliche Berufe St. Peter                        | Villach-Land             | Sankt Jakob im Rosental  | 1989 | HLW              | Schulschwestern vom hl. Franziskus Christus König                    | |                                      |
|      | Alpen Adria Gymnasium Völkermarkt                                              | Völkermarkt              | Völkermarkt              | 1965 | BG, BRG          | Republik Österreich                                                  | |                                      |
|      | Bundeshandelsakademie und Bundeshandelsschule Völkermarkt                      | Völkermarkt              | Völkermarkt              | 1973 | BHAK, BHAS       | Republik Österreich                                                  | Marketing, Tourismus und Event; Controlling; Management für Multimedia und Informationstechnologie            | Denkmalschutz                        |
|      | Stiftsgymnasium St. Paul                                                       | Wolfsberg                | Sankt Paul im Lavanttal  | 1809 | G, RG            | Schulverein des öffentlichen Gymnasiums der Benediktiner in St. Paul | | Denkmalschutz                        |
|      | BRG/BORG Wolfsberg                                                             | Wolfsberg                | Wolfsberg                | 1964 | BRG, BORG        | Republik Österreich                                                  | |                                      |
|      | Bundeshandelsakademie und Bundeshandelsschule Wolfsberg                        | Wolfsberg                | Wolfsberg                | 1971 | BHAK             | Republik Österreich                                                  | |                                      |
|      | HTL Wolfsberg                                                                  | Wolfsberg                | Wolfsberg                |      | HTBL             | Republik Österreich                                                  | |                                      |

## Niederösterreich
| Bild | Schule | Bezirk *Statutarstadt  | Ort                        | Jahr | Typ          | Träger                                                                              | Spezialisierung                                     | Anmerkungen                                      |
| ---- | --- | ---------------------- | -------------------------- | ---- | ------------ | ----------------------------------------------------------------------------------- | --------------------------------------------------- | ------------------------------------------------ |
|      | Bundesgymnasium und Bundesrealgymnasium Amstetten                                                          | Amstetten              | Amstetten                  | 1938 | BG, BRG      | Republik Österreich                                                                 |                                                     |                                                  |
|      | Bundeshandelsakademie und Bundeshandelsschule Amstetten                                                    | Amstetten              | Amstetten                  | 1931 | BHAK, BHAS   | Republik Österreich                                                                 |                                                     |                                                  |
|      | HLW Amstetten                                                                                              | Amstetten              | Amstetten                  | 1975 | HBLW         | Republik Österreich                                                                 |                                                     |                                                  |
|      | Wirtschaftsschulen Franziskanerinnen Amstetten                                                             | Amstetten              | Amstetten                  | 1948 | HLW, AUL     | Kongregation der Schulschwestern des 3. Ordens des Hl. Franz von Assisi (Amstetten) | Wirtschaftsschule, Kommunikations- und Mediendesign | Denkmalschutz                                    |
|      | Bildungsanstalt für Kindergartenpädagogik Amstetten                                                        | Amstetten              | Amstetten                  |      | BAfEP        | Franziskanerinnen Amstetten                                                         |                                                     |                                                  |
|      | HLW Haag                                                                                                   | Amstetten              | Haag                       | 1976 | HBLW         | Republik Österreich                                                                 |                                                     |                                                  |
|      | Stiftsgymnasium Seitenstetten                                                                              | Amstetten              | Seitenstetten              | 1814 | G            | Stift Seitenstetten                                                                 |                                                     | Denkmalschutz                                    |
|      | Schule für wirtschaftliche und soziale Berufe des Schulvereins Marienschwestern Erla                       | Amstetten              | St. Pantaleon-Erla         | 1903 | HLW          | Schulverein Marienschwestern vom Karmel                                             |                                                     |                                                  |
|      | BG und BRG Baden Biondekgasse                                                                              | Baden                  | Baden                      | 1863 | BG, BRG      | Republik Österreich                                                                 |                                                     |                                                  |
|      | BG und BRG Baden Frauengasse                                                                               | Baden                  | Baden                      | 1866 | BG, BRG      | Republik Österreich                                                                 |                                                     |                                                  |
|      | Bundeshandelsakademie und Bundeshandelsschule Baden                                                        | Baden                  | Baden                      | 1964 | BHAK, BHAS   | Republik Österreich                                                                 | BHAK für Berufstätige, ÖKOLOG-Schule                |                                                  |
|      | Bundesinstitut für Sozialpädagogik Baden                                                                   | Baden                  | Baden                      | 1960 | BASOP        | Republik Österreich                                                                 |                                                     |                                                  |
|      | HTL Baden Malerschule Leesdorf                                                                             | Baden                  | Baden                      |      | HTBL         | Verein der Bundesinnung der Maler, Anstreicher und Lackierer                        |                                                     | Schloss Leesdorf                                 |
|      | Schola Thomas Morus Baden                                                                                  | Baden                  | Baden                      | 2013 | G            | Katholische Vereinsschule                                                           |                                                     |                                                  |
|      | HLA Baden                                                                                                  | Baden                  | Baden                      |      | HBLA         | Republik Österreich                                                                 |                                                     |                                                  |
|      | Gymnasium Bad Vöslau                                                                                       | Baden                  | Bad Vöslau                 | 2013 | BG, BRG      | Republik Österreich                                                                 |                                                     | 2005–2013 Expositur BG und BRG Baden Frauengasse |
|      | BG und BRG Berndorf                                                                                        | Baden                  | Berndorf                   | 1852 | BG, BRG      | Republik Österreich                                                                 |                                                     |                                                  |
|      | Don Bosco Gymnasium Unterwaltersdorf                                                                       | Baden                  | Unterwaltersdorf           | 1914 | RG, ARG      | Salesianer Don Boscos                                                               |                                                     |                                                  |
|      | Bundesgymnasium und Bundesrealgymnasium Bruck an der Leitha                                                | Bruck an der Leitha    | Bruck an der Leitha        |      | BG, BRG      | Republik Österreich                                                                 |                                                     |                                                  |
|      | Bundeshandelsakademie und Bundeshandelsschule Bruck an der Leitha                                          | Bruck an der Leitha    | Bruck an der Leitha        | 1963 | BHAK, BHAS   | Republik Österreich                                                                 |                                                     |                                                  |
|      | Bundesgymnasium und Bundesrealgymnasium Schwechat                                                          | Bruck an der Leitha    | Schwechat                  | 1969 | BG, BRG      | Republik Österreich                                                                 |                                                     |                                                  |
|      | Bundesoberstufenrealgymnasium Deutsch Wagram                                                               | Gänserndorf            | Deutsch-Wagram             | 2007 | BORG         | Republik Österreich                                                                 |                                                     | Schulzentrum Deutsch-Wagram                      |
|      | Konrad Lorenz Gymnasium                                                                                    | Gänserndorf            | Gänserndorf                | 1940 | BG, BRG      | Republik Österreich                                                                 |                                                     |                                                  |
|      | Bundeshandelsakademie und Bundeshandelsschule Gänserndorf                                                  | Gänserndorf            | Gänserndorf                | 1959 | BHAK, BHAS   | Republik Österreich                                                                 |                                                     |                                                  |
|      | BG und BRG Groß-Enzersdorf                                                                                 | Gänserndorf            | Groß-Enzersdorf            |      | BG, BRG      | Republik Österreich                                                                 |                                                     |                                                  |
|      | HTL Zistersdorf                                                                                            | Gänserndorf            | Zistersdorf                | 2008 | HTL          | Verein                                                                              | Gebäudetechnik                                      | Expositur HTL Mistelbach                         |
|      | Bundesgymnasium und Bundesrealgymnasium Gmünd                                                              | Gmünd                  | Gmünd                      |      |              | Republik Österreich                                                                 |                                                     |                                                  |
|      | Bundeshandelsakademie und Bundeshandelsschule Gmünd                                                        | Gmünd                  | Gmünd                      |      |              | Republik Österreich                                                                 |                                                     |                                                  |
|      | Bundesgymnasium und Bundesrealgymnasium Hollabrunn                                                         | Hollabrunn             | Hollabrunn                 |      |              | Republik Österreich                                                                 |                                                     |                                                  |
|      | Erzbischöfliches Realgymnasium und Aufbaugymnasium Hollabrunn                                              | Hollabrunn             | Hollabrunn                 |      |              | Erzdiözese Wien                                                                     |                                                     |                                                  |
|      | Bundeshandelsakademie und Bundeshandelsschule Hollabrunn                                                   | Hollabrunn             | Hollabrunn                 |      |              | Republik Österreich                                                                 |                                                     |                                                  |
|      | HTL Hollabrunn                                                                                             | Hollabrunn             | Hollabrunn                 |      |              | Republik Österreich                                                                 |                                                     |                                                  |
|      | HTL Lebensmittel Hollabrunn                                                                                | Hollabrunn             | Hollabrunn                 |      |              | Schulverein                                                                         |                                                     |                                                  |
|      | Höhere Bundeslehranstalt für wirtschaftliche Berufe Hollabrunn                                             | Hollabrunn             | Hollabrunn                 |      |              | Republik Österreich                                                                 |                                                     |                                                  |
|      | Bundeshandelsakademie und Bundeshandelsschule Retz                                                         | Hollabrunn             | Retz                       |      |              | Republik Österreich                                                                 |                                                     |                                                  |
|      | Höhere Bundeslehranstalt für Tourismus Retz                                                                | Hollabrunn             | Retz                       |      |              | Republik Österreich                                                                 |                                                     |                                                  |
|      | Bundesgymnasium, Bundesrealgymnasium und Bundesaufbaugymnasium Horn                                        | Horn                   | Horn                       |      |              | Republik Österreich                                                                 |                                                     |                                                  |
|      | Bundeshandelsakademie und Bundeshandelsschule Horn                                                         | Horn                   | Horn                       |      |              | Republik Österreich                                                                 |                                                     |                                                  |
|      | Höhere Lehranstalt für wirtschaftliche Berufe Horn                                                         | Horn                   | Horn                       |      |              | Republik Österreich                                                                 |                                                     |                                                  |
|      | Bundesgymnasium und Bundesrealgymnasium Korneuburg                                                         | Korneuburg             | Korneuburg                 |      |              | Republik Österreich                                                                 |                                                     |                                                  |
|      | Bundeshandelsakademie und Bundeshandelsschule Korneuburg                                                   | Korneuburg             | Korneuburg                 |      |              | Republik Österreich                                                                 |                                                     |                                                  |
|      | Bundesgymnasium und Bundesrealgymnasium Stockerau                                                          | Korneuburg             | Stockerau                  |      |              | Republik Österreich                                                                 |                                                     |                                                  |
|      | Bundesgymnasium und Bundesrealgymnasium Krems                                                              | Krems an der Donau*    | Krems an der Donau         |      |              | Republik Österreich                                                                 |                                                     | Piaristengymnasium                               |
|      | Bundesrealgymnasium Krems                                                                                  | Krems an der Donau*    | Krems an der Donau         |      |              | Republik Österreich                                                                 |                                                     |                                                  |
|      | Bundesgymnasium Rechte Kremszeile                                                                          | Krems an der Donau*    | Krems an der Donau         |      |              | Republik Österreich                                                                 |                                                     |                                                  |
|      | Bundesoberstufenrealgymnasium Krems                                                                        | Krems an der Donau*    | Krems an der Donau         |      |              | Republik Österreich                                                                 |                                                     |                                                  |
|      | Mary Ward Privat-Oberstufenrealgymnasium Krems                                                             | Krems an der Donau*    | Krems an der Donau         |      |              | Privatschule                                                                        |                                                     |                                                  |
|      | Höhere Technische Bundeslehranstalt Krems                                                                  | Krems an der Donau*    | Krems an der Donau         |      |              | Republik Österreich                                                                 |                                                     |                                                  |
|      | Höhere Lehranstalt für Mode und Bekleidungstechnik Krems                                                   | Krems an der Donau*    | Krems an der Donau         |      |              | Republik Österreich                                                                 |                                                     |                                                  |
|      | Bundeshandelsakademie und Bundeshandelsschule Krems                                                        | Krems an der Donau*    | Krems an der Donau         |      |              | Republik Österreich                                                                 |                                                     |                                                  |
|      | Bundesgymnasium und Bundesrealgymnasium Lilienfeld                                                         | Lilienfeld             | Lilienfeld                 |      |              | Republik Österreich                                                                 |                                                     |                                                  |
|      | Höhere Bundeslehranstalt für wirtschaftliche Berufe Türnitz                                                | Lilienfeld             | Türnitz                    |      |              | Republik Österreich                                                                 |                                                     |                                                  |
|      | Stiftsgymnasium Melk                                                                                       | Melk                   | Melk                       |      |              | Stift Melk                                                                          |                                                     |                                                  |
|      | IT-HTL Ybbs                                                                                                | Melk                   | Ybbs an der Donau          | 2002 | HTL          | Stadtgemeinde Ybbs                                                                  | Informationstechnik                                 |                                                  |
|      | Handelsakademie und Handelsschule Ybbs an der Donau                                                        | Melk                   | Ybbs an der Donau          | 1969 | HAK, HAS     | Stadtgemeinde Ybbs                                                                  |                                                     |                                                  |
|      | Höhere Lehranstalt für Umwelt und Wirtschaft Yspertal                                                      | Melk                   | Yspertal                   |      |              | Stift Zwettl                                                                        |                                                     |                                                  |
|      | Bundesgymnasium und Bundesrealgymnasium Laa an der Thaya                                                   | Mistelbach             | Laa an der Thaya           |      |              | Republik Österreich                                                                 |                                                     |                                                  |
|      | Bundeshandelsakademie Laa an der Thaya                                                                     | Mistelbach             | Laa an der Thaya           |      |              | Republik Österreich                                                                 |                                                     |                                                  |
|      | Bundesoberstufenrealgymnasium Mistelbach                                                                   | Mistelbach             | Mistelbach                 |      |              | Republik Österreich                                                                 |                                                     |                                                  |
|      | Bundeshandelsakademie und Bundeshandelsschule Mistelbach                                                   | Mistelbach             | Mistelbach                 | 1977 | BHAK, BHAS   | Republik Österreich                                                                 |                                                     |                                                  |
|      | HTL Mistelbach                                                                                             | Mistelbach             | Mistelbach                 | 2001 | HTL          | Verein                                                                              | Biomedizin- und Gesundheitstechnik                  | HTL Zistersdorf                                  |
|      | Bundesbildungsanstalt für Kindergartenpädagogik Mistelbach                                                 | Mistelbach             | Mistelbach                 |      |              | Republik Österreich                                                                 |                                                     |                                                  |
|      | Bundesgymnasium und Bundesrealgymnasium Wolkersdorf                                                        | Mistelbach             | Wolkersdorf im Weinviertel |      |              | Republik Österreich                                                                 |                                                     |                                                  |
|      | Höhere Bundeslehranstalt für wirtschaftliche Berufe Biedermannsdorf                                        | Mödling                | Biedermannsdorf            |      |              | Republik Österreich                                                                 |                                                     |                                                  |
|      | Sportgymnasium Maria Enzersdorf                                                                            | Mödling                | Maria Enzersdorf           |      |              | Republik Österreich                                                                 |                                                     |                                                  |
|      | Liese Prokop Privatschule für Hochleistungssportler                                                        | Mödling                | Maria Enzersdorf           |      | ORG          | Privatschule                                                                        |                                                     |                                                  |
|      | BG Bachgasse Mödling                                                                                       | Mödling                | Mödling                    |      |              | Republik Österreich                                                                 |                                                     |                                                  |
|      | Bundesgymnasium und Bundesrealgymnasium Keimgasse Mödling                                                  | Mödling                | Mödling                    |      |              | Republik Österreich                                                                 |                                                     |                                                  |
|      | Vienna Business School Mödling                                                                             | Mödling                | Mödling                    | 1903 | HAK, HAS     | Fonds der Wiener Kaufmannschaft                                                     |                                                     | Vienna Business School                           |
|      | HTL Mödling                                                                                                | Mödling                | Mödling                    | 1919 | HTBLuVA      | Republik Österreich                                                                 |                                                     |                                                  |
|      | Höhere Lehranstalt für Mode und Bekleidungstechnik Mödling                                                 | Mödling                | Mödling                    |      |              | Republik Österreich                                                                 |                                                     |                                                  |
|      | Bundesgymnasium und Bundesrealgymnasium Perchtoldsdorf                                                     | Mödling                | Perchtoldsdorf             |      |              | Republik Österreich                                                                 |                                                     |                                                  |
|      | Gymnasium und Realgymnasium Sachsenbrunn                                                                   | Neunkirchen            | Kirchberg am Wechsel       |      | G, RG        | Erzdiözese Wien                                                                     |                                                     |                                                  |
|      | Bundesgymnasium und Bundesrealgymnasium Neunkirchen                                                        | Neunkirchen            | Neunkirchen                |      |              | Republik Österreich                                                                 |                                                     |                                                  |
|      | Bundeshandelsakademie und Bundeshandelsschule Neunkirchen                                                  | Neunkirchen            | Neunkirchen                |      |              | Republik Österreich                                                                 |                                                     |                                                  |
|      | Höhere Bundeslehranstalt für Tourismus Semmering                                                           | Neunkirchen            | Semmering                  |      |              | Republik Österreich                                                                 |                                                     |                                                  |
|      | Bundesoberstufenrealgymnasium Ternitz                                                                      | Neunkirchen            | Ternitz                    | 2007 | BORG         | Republik Österreich                                                                 |                                                     |                                                  |
|      | Bundesgymnasium und Bundesrealgymnasium St. Pölten                                                         | St. Pölten*            | St. Pölten                 |      |              | Republik Österreich                                                                 |                                                     |                                                  |
|      | Bundesrealgymnasium und Bundesoberstufenrealgymnasium St. Pölten                                           | St. Pölten*            | St. Pölten                 | 1875 | BRG, BORG    | Republik Österreich                                                                 |                                                     |                                                  |
|      | Mary Ward Privatgymnasium und Oberstufenrealgymnasium St. Pölten                                           | St. Pölten*            | St. Pölten                 | 1707 | ORG          | Vereinigung von Ordensschulen Österreichs                                           |                                                     | Congregatio Jesu                                 |
|      | Bundeshandelsakademie und Bundeshandelsschule St. Pölten                                                   | St. Pölten*            | St. Pölten                 |      | HAK          | Republik Österreich                                                                 |                                                     |                                                  |
|      | Höhere Technische Bundeslehr- und Versuchsanstalt St. Pölten                                               | St. Pölten*            | St. Pölten                 |      | HTL          | Republik Österreich                                                                 |                                                     |                                                  |
|      | SZE St. Pölten                                                                                             | St. Pölten*            | St. Pölten                 |      | HLW, HLS, FW | Republik Österreich                                                                 |                                                     |                                                  |
|      | Bundesbildungsanstalt für Kindergartenpädagogik und Sozialpädagogik St. Pölten                             | St. Pölten*            | St. Pölten                 |      | BAKIP, BASOP | Republik Österreich                                                                 |                                                     |                                                  |
|      | Höhere Tourismusschule St. Pölten                                                                          | St. Pölten*            | St. Pölten                 | 1971 | HTS          | Wirtschaftskammer Niederösterreich                                                  | Digitales Marketing, Food Design                    |                                                  |
|      | Bundesoberstufenrealgymnasium Neulengbach                                                                  | St. Pölten (Land)      | Neulengbach                |      |              | Republik Österreich                                                                 |                                                     |                                                  |
|      | Sacré Coeur Pressbaum                                                                                      | Sankt Pölten (Land)    | Pressbaum                  | 1892 | G, RG, BAfEP | Schulstiftung der Erzdiözese Wien                                                   | Europaklasse, Musisch-Kreativklasse                 | Denkmalschutz                                    |
|      | BG/BRG Purkersdorf                                                                                         | Sankt Pölten (Land)    | Purkersdorf                | 2002 | BG, BRG      | Republik Österreich                                                                 |                                                     |                                                  |
|      | Wienerwaldgymnasium Tullnerbach                                                                            | Sankt Pölten (Land)    | Tullnerbach                |      | BG, BRG      |                                                                                     |                                                     |                                                  |
|      | Bundesoberstufenrealgymnasium Scheibbs                                                                     | Scheibbs               | Scheibbs                   | 1964 | BORG         | Republik Österreich                                                                 |                                                     |                                                  |
|      | Bundesgymnasium und Bundesrealgymnasium Wieselburg                                                         | Scheibbs               | Wieselburg                 |      |              | Republik Österreich                                                                 |                                                     |                                                  |
|      | Francisco Josephinum                                                                                       | Scheibbs               | Wieselburg                 |      |              | Republik Österreich                                                                 |                                                     |                                                  |
|      | Bundesgymnasium und Bundesrealgymnasium Klosterneuburg                                                     | Tulln                  | Klosterneuburg             |      | BG, BRG      | Republik Österreich                                                                 |                                                     |                                                  |
|      | Privates Gymnasium und Realgymnasium Klosterneuburg                                                        | Tulln                  | Klosterneuburg             | 2019 | G, RG        | Erzdiözese Wien                                                                     |                                                     |                                                  |
|      | Höhere Bundeslehranstalt und Bundesamt für Wein- und Obstbau                                               | Tulln                  | Klosterneuburg             |      | HTL          | Republik Österreich                                                                 |                                                     |                                                  |
|      | Bundesgymnasium und Bundesrealgymnasium Tulln                                                              | Tulln                  | Tulln an der Donau         |      |              | Republik Österreich                                                                 |                                                     |                                                  |
|      | Handelsakademie und Handelsschule der Stadtgemeinde Tulln                                                  | Tulln                  | Tulln an der Donau         |      |              | Stadtgemeinde                                                                       |                                                     |                                                  |
|      | Höhere Bundeslehranstalt für wirtschaftliche Berufe Tulln                                                  | Tulln                  | Tulln an der Donau         |      |              | Republik Österreich                                                                 |                                                     |                                                  |
|      | Höhere Bundeslehranstalt für Land- und Ernährungswirtschaft Sitzenberg                                     | Tulln                  | Sitzenberg-Reidling        |      |              | Republik Österreich                                                                 |                                                     | Schloss Sitzenberg                               |
|      | Höhere technische Bundeslehranstalt Karlstein an der Thaya                                                 | Waidhofen an der Thaya | Karlstein an der Thaya     |      |              | Republik Österreich                                                                 |                                                     |                                                  |
|      | Bundesgymnasium und Bundesrealgymnasium Waidhofen an der Thaya                                             | Waidhofen an der Thaya | Waidhofen an der Thaya     |      |              | Republik Österreich                                                                 |                                                     |                                                  |
|      | Bundeshandelsakademie und Bundeshandelsschule Waidhofen an der Thaya                                       | Waidhofen an der Thaya | Waidhofen an der Thaya     |      |              | Republik Österreich                                                                 |                                                     |                                                  |
|      | Bundesrealgymnasium Waidhofen an der Ybbs                                                                  | Waidhofen an der Ybbs* | Waidhofen an der Ybbs      |      |              | Republik Österreich                                                                 |                                                     |                                                  |
|      | Bundeshandelsakademie und Bundeshandelsschule Waidhofen an der Ybbs                                        | Waidhofen an der Ybbs* | Waidhofen an der Ybbs      |      |              | Republik Österreich                                                                 |                                                     |                                                  |
|      | HTL Waidhofen an der Ybbs                                                                                  | Waidhofen an der Ybbs* | Waidhofen an der Ybbs      |      |              | Republik Österreich                                                                 |                                                     |                                                  |
|      | Bundesgymnasium Babenbergerring                                                                            | Wiener Neustadt*       | Wiener Neustadt            |      |              | Republik Österreich                                                                 |                                                     |                                                  |
|      | Bundesrealgymnasium Gröhrmühlgasse                                                                         | Wiener Neustadt*       | Wiener Neustadt            |      |              | Republik Österreich                                                                 |                                                     |                                                  |
|      | Bundesgymnasium Zehnergasse                                                                                | Wiener Neustadt*       | Wiener Neustadt            |      |              | Republik Österreich                                                                 |                                                     |                                                  |
|      | BORG Wiener Neustadt                                                                                       | Wiener Neustadt*       | Wiener Neustadt            | 1873 | BORG         | Republik Österreich                                                                 |                                                     |                                                  |
|      | Bundeshandelsakademie für Führung und Sicherheit an der Theresianischen Militärakademie in Wiener Neustadt | Wiener Neustadt*       | Wiener Neustadt            | 2019 | BHAK         | Republik Österreich                                                                 |                                                     | Denkmalschutz                                    |
|      | Handelsakademie und Handelsschule Wiener Neustadt                                                          | Wiener Neustadt*       | Wiener Neustadt            | 1945 | BHAK, BHAS   | Republik Österreich                                                                 |                                                     |                                                  |
|      | Höhere Technische Bundeslehr- und Versuchsanstalt Wiener Neustadt                                          | Wiener Neustadt*       | Wiener Neustadt            |      | HTL          | Republik Österreich                                                                 |                                                     |                                                  |
|      | HLM und BAfEP Wiener Neustadt                                                                              | Wiener Neustadt*       | Wiener Neustadt            |      | HLM, BAfEP   | Stadtgemeinde                                                                       |                                                     |                                                  |
|      | Höhere Lehranstalt für wirtschaftliche Berufe Wiener Neustadt                                              | Wiener Neustadt*       | Wiener Neustadt            | 1936 | HLW          | Stadtgemeinde                                                                       |                                                     |                                                  |
|      | Klemens-Maria-Hofbauer-Gymnasium Katzelsdorf                                                               | Wiener Neustadt (Land) | Katzelsdorf                |      |              | Vereinigung der Ordensschulen Österreichs                                           |                                                     | Redemptoristenkolleg Katzelsdorf                 |
|      | Schule Sta. Christiana Frohsdorf                                                                           | Wiener Neustadt (Land) | Lanzenkirchen              |      | HLW, BAfEP   | Schulverein Institut Sta. Christiana                                                |                                                     | Denkmalschutz (Listeneintrag)                    |
|      | Bundesgymnasium und Bundesrealgymnasium Zwettl                                                             | Zwettl                 | Zwettl-Niederösterreich    |      |              | Republik Österreich                                                                 |                                                     |                                                  |
|      | Bundeshandelsakademie und Bundeshandelsschule Zwettl                                                       | Zwettl                 | Zwettl-Niederösterreich    |      | HAK          | Republik Österreich                                                                 |                                                     |                                                  |
|      | Höhere Lehranstalt für wirtschaftliche Berufe der Schulschwestern                                          | Zwettl                 | Zwettl-Niederösterreich    |      |              | Schulschwestern                                                                     |                                                     |                                                  |

## Oberösterreich
| Bild | Schule                                                                                    | Bezirk            | Ort                          | Jahr | Typ               | Träger                                                      | Spezialisierung                         | Anmerkungen                                              |
| ---- | ----------------------------------------------------------------------------------------- | ----------------- | ---------------------------- | ---- | ----------------- | ----------------------------------------------------------- | --------------------------------------- | -------------------------------------------------------- |
|      | Bundesgymnasium und Bundesrealgymnasium Braunau am Inn                                    | Braunau am Inn    | Braunau am Inn               | 1954 | BG, BRG           | Republik Österreich                                         |                                         |                                                          |
|      | BHAK Braunau                                                                              | Braunau am Inn    | Braunau am Inn               | 1930 | HAK               | Republik Österreich                                         |                                         |                                                          |
|      | HTL Braunau                                                                               | Braunau am Inn    | Braunau am Inn               | 1970 | HTL               | Republik Österreich                                         |                                         |                                                          |
|      | HLW Braunau                                                                               | Braunau am Inn    | Braunau am Inn               | 1975 | HLW               | Republik Österreich                                         |                                         |                                                          |
|      | Bundeshandelsakademie und Bundeshandelsschule Eferding                                    | Eferding          | Eferding                     |      | HAK               | Republik Österreich                                         |                                         |                                                          |
|      | Gymnasium Dachsberg                                                                       | Eferding          | Prambachkirchen              | 1920 | PG                | Oblaten des hl. Franz von Sales                             |                                         | Schloss Dachsberg, Denkmalschutz                         |
|      | Bundesgymnasium und Bundesrealgymnasium Freistadt                                         | Freistadt         | Freistadt                    |      | BG, BRG           | Republik Österreich                                         |                                         | Denkmalschutz                                            |
|      | Bundeshandelsakademie Freistadt                                                           | Freistadt         | Freistadt                    |      | HAK               | Republik Österreich                                         |                                         |                                                          |
|      | Höhere Lehranstalt für wirtschaftliche Berufe der Schulschwestern von Unserer Lieben Frau | Freistadt         | Freistadt                    |      | HLW               | Arme Schulschwestern von Unserer Lieben Frau                |                                         |                                                          |
|      | Bundesrealgymnasium Schloss Traunsee                                                      | Gmunden           | Gmunden                      |      | BRG               | Republik Österreich                                         |                                         |                                                          |
|      | Bundesgymnasium und Bundesrealgymnasium Gmunden                                           | Gmunden           | Gmunden                      |      | BG, BRG           | Republik Österreich                                         |                                         |                                                          |
|      | Gymnasium Ort                                                                             | Gmunden           | Gmunden                      |      | G, ORG            | Schulverein der Kreuzschwestern                             |                                         | Barmherzige Schwestern vom heiligen Kreuz                |
|      | Bundeshandelsakademie Gmunden                                                             | Gmunden           | Gmunden                      |      | HAK               | Republik Österreich                                         |                                         |                                                          |
|      | Bundesgymnasium und Bundesrealgymnasium Bad Ischl                                         | Gmunden           | Bad Ischl                    | 1953 | BG, BRG           | Republik Österreich                                         |                                         | Bis 1966 Privatgymnasium                                 |
|      | HAK/HAS Bad Ischl                                                                         | Gmunden           | Bad Ischl                    | 1977 | HAK/HAS           | Republik Österreich                                         |                                         |                                                          |
|      | Höhere Bundeslehranstalt für wirtschaftliche Berufe und Sozialberufe Bad Ischl            | Gmunden           | Bad Ischl                    |      | HLW               | Republik Österreich                                         |                                         |                                                          |
|      | Tourismusschulen Salzkammergut                                                            | Gmunden           | Bad Ischl                    |      | HLT               | Republik Österreich                                         |                                         |                                                          |
|      | Höhere Bundeslehranstalt Fachrichtung Mode und Bekleidungstechnik Ebensee                 | Gmunden           | Ebensee                      |      | HBLA              | Republik Österreich                                         |                                         |                                                          |
|      | HTBLA Hallstatt                                                                           | Gmunden           | Hallstatt                    |      | HTL               | Republik Österreich                                         |                                         |                                                          |
|      | Bundesoberstufenrealgymnasium Grieskirchen                                                | Grieskirchen      | Grieskirchen                 |      |                   |                                                             |                                         |                                                          |
|      | HTL Grieskirchen                                                                          | Grieskirchen      | Grieskirchen                 | 2001 | HTL               | Republik Österreich                                         |                                         |                                                          |
|      | Bundesrealgymnasium und Bundesoberstufenrealgymnasium Kirchdorf an der Krems              | Kirchdorf         | Kirchdorf an der Krems       |      | BRG, BORG         | Republik Österreich                                         |                                         |                                                          |
|      | Bundeshandelsakademie Kirchdorf an der Krems                                              | Kirchdorf         | Kirchdorf an der Krems       |      | HAK               | Republik Österreich                                         |                                         |                                                          |
|      | Stiftsgymnasium Kremsmünster                                                              | Kirchdorf         | Kremsmünster                 |      | G                 | Stift Kremsmünster                                          |                                         | Benediktiner                                             |
|      | Gymnasium der Abtei Schlierbach                                                           | Kirchdorf         | Schlierbach (Oberösterreich) |      | G                 | Stift Schlierbach                                           |                                         |                                                          |
|      | Akademisches Gymnasium (Linz)                                                             | Linz              | Linz                         | 1542 | BG                | Republik Österreich                                         |                                         |                                                          |
|      | Adalbert-Stifter-Gymnasium (Linz)                                                         | Linz              | Linz                         | 1905 | ORG               | Diözese Linz                                                |                                         |                                                          |
|      | Khevenhüller Gymnasium Linz                                                               | Linz              | Linz                         |      |                   | Republik Österreich                                         |                                         |                                                          |
|      | Europagymnasium Auhof                                                                     | Linz              | Linz                         |      |                   | Republik Österreich                                         |                                         |                                                          |
|      | Linz International School Auhof                                                           | Linz              | Linz                         |      |                   | Republik Österreich                                         |                                         |                                                          |
|      | Bischöfliches Gymnasium Petrinum                                                          | Linz              | Linz                         |      |                   | Diözese Linz                                                |                                         |                                                          |
|      | Kollegium Aloisianum                                                                      | Linz              | Linz                         |      |                   | Jesuiten, Diözese Linz                                      |                                         |                                                          |
|      | Georg-von-Peuerbach-Gymnasium                                                             | Linz              | Linz                         |      |                   | Republik Österreich                                         |                                         |                                                          |
|      | Bundesrealgymnasium Landwiedstraße                                                        | Linz              | Linz                         |      | BRG               | Republik Österreich                                         |                                         |                                                          |
|      | HBLW Landwiedstraße                                                                       | Linz              | Linz                         | 1984 | HBLW, ALW, FW     | Republik Österreich                                         |                                         |                                                          |
|      | Höhere Bundeslehranstalt für künstlerische Gestaltung Linz                                | Linz              | Linz                         |      |                   | Republik Österreich                                         |                                         |                                                          |
|      | Bundesrealgymnasium Linz Fadingerstraße                                                   | Linz              | Linz                         | 1908 | BRG               | Republik Österreich                                         |                                         |                                                          |
|      | Bundesgymnasium und Bundesrealgymnasium Linz, Ramsauerstraße                              | Linz              | Linz                         |      |                   | Republik Österreich                                         |                                         |                                                          |
|      | Körnerschule Linz                                                                         | Linz              | Linz                         | 1889 | BG, BRG           | Republik Österreich                                         |                                         |                                                          |
|      | BORG Linz                                                                                 | Linz              | Linz                         | 1775 | BORG              | Republik Österreich                                         |                                         |                                                          |
|      | BRG solarCity Linz                                                                        | Linz              | Linz                         | 2005 | BRG               | Republik Österreich                                         |                                         |                                                          |
|      | Handelsakademie Linz                                                                      | Linz              | Linz                         |      |                   | Republik Österreich                                         |                                         |                                                          |
|      | Linzer Technikum                                                                          | Linz              | Linz                         |      |                   | Republik Österreich                                         |                                         |                                                          |
|      | HTL Bau und Design Linz                                                                   | Linz              | Linz                         |      |                   | Republik Österreich                                         |                                         |                                                          |
|      | Schulzentrum der Kreuzschwestern Linz                                                     | Linz              | Linz                         |      | G, RG, HLW, BAfEP | Schulverein der Kreuzschwestern                             |                                         | Denkmalschutz, Barmherzige Schwestern vom heiligen Kreuz |
|      | Schulen für Wirtschaft und Pflege der Schwestern Oblatinnen d.hl. Franz v. Sales          | Linz              | Linz                         | 1907 | HLSP, FS          | Oblatinnen des hl. Franz von Sales                          |                                         |                                                          |
|      | Bundesbildungsanstalt für Elementarpädagogik Linz                                         | Linz              | Linz                         |      | BAfEP             | Republik Österreich                                         |                                         |                                                          |
|      | Bundesgymnasium und Bundesrealgymnasium Enns                                              | Linz-Land         | Enns                         |      | BG, BRG           | Republik Österreich                                         |                                         |                                                          |
|      | HTL Leonding                                                                              | Linz-Land         | Leonding                     | 1984 | HTL               | Republik Österreich                                         |                                         |                                                          |
|      | HLBLA St. Florian                                                                         | Linz-Land         | St. Florian                  | 1970 | HLBLA             | Republik Österreich                                         |                                         |                                                          |
|      | Bundeshandelsakademie und Bundeshandelsschule Traun                                       | Linz-Land         | Traun                        | 1970 | BHAK, BHAS        | Republik Österreich                                         |                                         |                                                          |
|      | Bundesrealgymnasium Traun                                                                 | Linz-Land         | Traun                        | 1970 | BRG               | Republik Österreich                                         |                                         |                                                          |
|      | Stiftsgymnasium Wilhering                                                                 | Linz-Land         | Wilhering                    |      | G                 | Stift Wilhering                                             |                                         | Zisterzienser                                            |
|      | Europagymnasium Baumgartenberg                                                            | Perg              | Baumgartenberg               | 1995 | G                 | Schulverein Europagymnasium vom Guten Hirten Baumgartenberg |                                         | Stift Baumgartenberg                                     |
|      | HTL Perg                                                                                  | Perg              | Perg                         | 1999 | HTL               | Republik Österreich                                         |                                         |                                                          |
|      | Bundesgymnasium und Bundesrealgymnasium Ried im Innkreis                                  | Ried im Innkreis  | Ried im Innkreis             |      | BG, BRG           | Republik Österreich                                         |                                         |                                                          |
|      | HTL Ried                                                                                  | Ried im Innkreis  | Ried im Innkreis             | 2003 | HTL               |                                                             |                                         |                                                          |
|      | Bundesgymnasium und Bundesrealgymnasium Rohrbach                                          | Rohrbach          | Rohrbach-Berg                |      |                   |                                                             |                                         |                                                          |
|      | Bundeshandelsakademie Rohrbach                                                            | Rohrbach          | Rohrbach-Berg                |      |                   |                                                             |                                         |                                                          |
|      | HTL Neufelden                                                                             | Rohrbach          | Neufelden                    | 1991 | HTL               | Republik Österreich                                         |                                         |                                                          |
|      | HTL Andorf                                                                                | Schärding         | Andorf                       | 2002 | HTL               | Private HTL                                                 | Werkstofftechnik                        |                                                          |
|      | Bundesgymnasium und Bundesrealgymnasium Schärding                                         | Schärding         | Schärding                    | 1945 | BG, BRG           | Republik Österreich                                         |                                         |                                                          |
|      | Bundesoberstufenrealgymnasium Schärding                                                   | Schärding         | Schärding                    | 2005 | BORG              | Republik Österreich                                         | Sozial-kommunikativer Schwerpunkt       |                                                          |
|      | Bundeshandelsakademie Schärding                                                           | Schärding         | Schärding                    |      | HAK               | Republik Österreich                                         |                                         |                                                          |
|      | Bundesgymnasium und Bundesrealgymnasium Steyr                                             | Steyr             | Steyr                        | 1973 | BG, BRG           | Republik Österreich                                         |                                         |                                                          |
|      | Bundesrealgymnasium Steyr                                                                 | Steyr             | Steyr                        | 1863 | BRG               | Republik Österreich                                         | Naturwissenschaftlich                   | Denkmalschutz                                            |
|      | Bundeshandelsakademie Steyr                                                               | Steyr             | Steyr                        |      |                   |                                                             |                                         |                                                          |
|      | HTL Steyr                                                                                 | Steyr             | Steyr                        | 1874 | HTL               | Republik Österreich                                         |                                         |                                                          |
|      | Höhere Bundeslehranstalt für wirtschaftliche Berufe Steyr                                 | Steyr             | Steyr                        |      |                   |                                                             |                                         |                                                          |
|      | Höhere Bundeslehranstalt für wirtschaftliche Berufe und Hotelfachschule Weyer             | Bezirk Steyr-Land | Weyer                        |      |                   | Republik Österreich                                         |                                         |                                                          |
|      | Bundesoberstufenrealgymnasium Bad Leonfelden                                              | Urfahr-Umgebung   | Bad Leonfelden               |      |                   | Republik Österreich                                         |                                         |                                                          |
|      | Höhere Bundeslehranstalt Tourismus Bad Leonfelden                                         | Urfahr-Umgebung   | Bad Leonfelden               |      |                   | Republik Österreich                                         |                                         |                                                          |
|      | Bundesgymnasium Vöcklabruck                                                               | Vöcklabruck       | Vöcklabruck                  |      |                   | Republik Österreich                                         |                                         |                                                          |
|      | Bundesrealgymnasium Schloss Wagrain                                                       | Vöcklabruck       | Vöcklabruck                  |      |                   | Republik Österreich                                         |                                         |                                                          |
|      | Bundeshandelsakademie Vöcklabruck                                                         | Vöcklabruck       | Vöcklabruck                  |      |                   | Republik Österreich                                         |                                         |                                                          |
|      | Don Bosco Schulen Vöcklabruck                                                             | Vöcklabruck       | Vöcklabruck                  |      | HLW, BAKIP        | Don-Bosco-Schwestern                                        |                                         |                                                          |
|      | HTL Vöcklabruck                                                                           | Vöcklabruck       | Vöcklabruck                  |      |                   | Republik Österreich                                         |                                         |                                                          |
|      | Bundesgymnasium und Bundesrealgymnasium Wels Anton-Bruckner-Straße                        | Wels              | Wels                         |      |                   | Republik Österreich                                         |                                         |                                                          |
|      | Bundesgymnasium und Bundesrealgymnasium Wels Dr.-Schauer-Straße                           | Wels              | Wels                         |      |                   | Republik Österreich                                         |                                         |                                                          |
|      | Bundesrealgymnasium Wels Wallererstraße                                                   | Wels              | Wels                         | 1972 | BRG               | Republik Österreich                                         |                                         |                                                          |
|      | Bundeshandelsakademie Wels                                                                | Wels              | Wels                         |      |                   | Republik Österreich                                         |                                         |                                                          |
|      | HTL Wels                                                                                  | Wels              | Wels                         |      |                   | Republik Österreich                                         |                                         |                                                          |
|      | HTL für Lebensmitteltechnologie Wels                                                      | Wels              | Wels                         | 1921 | HTL               | Land Oberösterreich                                         | Lebensmitteltechnologie, Biotechnologie |                                                          |
|      | Höhere Bundeslehranstalt für wirtschaftliche Berufe Wels                                  | Wels              | Wels                         |      |                   | Republik Österreich                                         |                                         |                                                          |
|      | Realgymnasium des Schulvereines am Benediktinerstift Lambach                              | Wels-Land         | Lambach                      | 1948 | RG                | Schulverein am Benediktinerstift Lambach                    |                                         | Stift Lambach                                            |
|      | Handelsakademie Lambach des Schulvereines am Benediktinerstift Lambach                    | Wels-Land         | Lambach                      | 1987 | HAK               | Schulverein am Benediktinerstift Lambach                    |                                         | Stift Lambach                                            |

## Salzburg
| Bild               | Schule                                                                                                 | Bezirk               | Ort                           | Jahr | Typ           | Träger                                                                 | Spezialisierung | Anmerkungen                       |
| ------------------ | --- | -------------------- | ----------------------------- | ---- | ------------- | ---------------------------------------------------------------------- | --------------- | --------------------------------- |
|                    | Bundesgymnasium und Bundesrealgymnasium Hallein                                                        | Hallein              | Hallein                       | 1954 | BG, BRG       | Republik Österreich                                                    |                 |                                   |
|                    | Bundeshandelsakademie und Bundeshandelsschule Hallein                                                  | Hallein              | Hallein                       | 1992 | HAK           | Republik Österreich                                                    |                 |                                   |
|                    | Höhere Lehranstalt für Mode und Bekleidungstechnik (Modeschule Hallein)                                | Hallein              | Hallein                       | 1723 | HLM           | Erzdiözese Salzburg                                                    |                 |                                   |
|                    | HTBLA Hallein                                                                                          | Hallein              | Hallein                       | 1871 | HTL           | Republik Österreich                                                    |                 |                                   |
|                    | Holztechnikum Kuchl                                                                                    | Hallein              | Kuchl                         | 1943 | HTL           | Verein Holztechnikum Kuchl                                             |                 |                                   |
|                    | Abendgymnasium Salzburg                                                                                | Salzburg             | Salzburg                      |      | BG            | Republik Österreich                                                    |                 |                                   |
|                    | Akademisches Gymnasium Salzburg                                                                        | Salzburg             | Salzburg                      |      | BG            | Republik Österreich                                                    |                 |                                   |
|                    | Christian-Doppler-Gymnasium und Realgymnasium                                                          | Salzburg             | Salzburg                      |      | BG, BRG       | Republik Österreich                                                    |                 |                                   |
|                    | American International School GmbH                                                                     | Salzburg             | Salzburg                      |      | BG            | Republik Österreich                                                    |                 |                                   |
|                    | Bundesgymnasium Salzburg Zaunergasse                                                                   | Salzburg             | Salzburg                      |      | BG            | Republik Österreich                                                    |                 |                                   |
|                    | Bundesgymnasium Salzburg Nonntal                                                                       | Salzburg             | Salzburg                      |      | BG            | Republik Österreich                                                    |                 |                                   |
|                    | Bundesoberstufenrealgymnasium Salzburg Nonntal                                                         | Salzburg             | Salzburg                      |      | BORG          | Republik Österreich                                                    |                 |                                   |
|                    | Bundesgymnasium und Bundesrealgymnasium Salzburg                                                       | Salzburg             | Salzburg                      |      | BG, BRG       | Republik Österreich                                                    |                 |                                   |
|                    | Bundeshandelsakademie und Bundeshandelsschule I                                                        | Salzburg             | Salzburg                      |      | HAK           | Republik Österreich                                                    |                 |                                   |
|                    | Bundeshandelsakademie Salzburg II                                                                      | Salzburg             | Salzburg                      |      | HAK           | Republik Österreich                                                    |                 |                                   |
|                    | Bundesrealgymnasium Salzburg                                                                           | Salzburg             | Salzburg                      |      | BRG           | Republik Österreich                                                    |                 |                                   |
|                    | Kollegium Borromaeum Salzburg                                                                          | Salzburg             | Salzburg                      | 1849 | G             | Erzdiözese Salzburg                                                    |                 |                                   |
|                    | Privatgymnasium der Herz-Jesu-Missionare                                                               | Salzburg             | Salzburg                      | 1903 | G             | Herz-Jesu-Missionare                                                   |                 | Schloss Schönleiten               |
|                    | Fachschule für Soziale Berufe und Höhere Lehranstalt für wirtschaftliche Berufe der Caritas Salzburg   | Salzburg             | Salzburg                      |      | HLW           | Caritas Salzburg                                                       |                 |                                   |
|                    | Gymnasium und Oberstufenrealgymnasium St. Ursula Glasenbach                                            | Salzburg             | Salzburg                      |      | G, ORG        | Schulverein St. Ursula in Österreich                                   |                 | Ursulinen                         |
|                    | Gymnasium Salzburg-Liefering                                                                           | Salzburg             | Salzburg                      |      | BG            | Republik Österreich                                                    |                 |                                   |
|                    | Handelsakademie und Handelsschule für Berufstätige                                                     | Salzburg             | Salzburg                      |      | HAK           | Republik Österreich                                                    |                 |                                   |
|                    | HTBLuVA Salzburg                                                                                       | Salzburg             | Salzburg                      |      | HTL           | Republik Österreich                                                    |                 |                                   |
|                    | Höhere Bundeslehranstalt und Bundesfachschule für wirtschaftliche Berufe und Bundesfachschule für Mode | Salzburg             | Salzburg                      |      | HLW           | Republik Österreich                                                    |                 |                                   |
|                    | Musisches Gymnasium Salzburg                                                                           | Salzburg             | Salzburg                      |      | BG            | Republik Österreich                                                    |                 |                                   |
|                    | Private Bildungsanstalt für Kindergartenpädagogik der Schulschwestern                                  | Salzburg             | Salzburg                      |      | BAKIP         | Verein für Bildung und Erziehung der Franziskanerinnen von Vöcklabruck |                 | Franziskanerinnen von Vöcklabruck |
|                    | Sport-RG/Mus.RG/SSM Salzburg                                                                           | Salzburg             | Salzburg                      |      | SRG, MRG, SSM | Republik Österreich                                                    |                 |                                   |
|                    | Wirtschaftskundliches Bundesrealgymnasium Salzburg                                                     | Salzburg             | Salzburg                      |      | BRG           | Republik Österreich                                                    |                 |                                   |
|                    | Werkschulheim Felbertal                                                                                | Salzburg-Umgebung    | Ebenau                        | 1951 | G, Lehre      | Verein zur Förderung von Werkschulheimen                               |                 |                                   |
| School Picture.jpg | Höhere Bundeslehranstalt für Landwirtschaft Ursprung                                                   | Salzburg-Umgebung    | Elixhausen                    |      | HLL           | Republik Österreich                                                    |                 |                                   |
|                    | Privates Evangelisches Oberstufenrealgymnasium Grödig                                                  | Salzburg-Umgebung    | Grödig                        |      | ORG           | Evangelische Kirche                                                    |                 |                                   |
|                    | Bundeshandelsakademie Neumarkt am Wallersee                                                            | Salzburg-Umgebung    | Neumarkt am Wallersee         |      | HAK           | Republik Österreich                                                    |                 |                                   |
|                    | Höhere Bundeslehranstalt und Bundesfachschule für wirtschaftliche Berufe Neumarkt                      | Salzburg-Umgebung    | Neumarkt am Wallersee         |      | HLW           | Republik Österreich                                                    |                 |                                   |
|                    | Bundeshandelsakademie und Bundeshandelsschule Oberndorf                                                | Salzburg-Umgebung    | Oberndorf bei Salzburg        |      | HAK           | Republik Österreich                                                    |                 |                                   |
|                    | Höhere Bundeslehranstalt für wirtschaftliche Berufe St. Wolfgang im Salzkammergut                      | Salzburg-Umgebung    | St. Wolfgang im Salzkammergut |      | HLW           | Republik Österreich                                                    |                 |                                   |
|                    | Bundesgymnasium Seekirchen                                                                             | Salzburg-Umgebung    | Seekirchen am Wallersee       | 1996 | BG, BRG       | Republik Österreich                                                    |                 |                                   |
|                    | Tourismusschule Klessheim                                                                              | Salzburg-Umgebung    | Siezenheim                    |      | HLT           | Tourismusschulen Salzburg                                              |                 |                                   |
|                    | Bundesoberstufenrealgymnasium Straßwalchen                                                             | Salzburg-Umgebung    | Straßwalchen                  |      | BORG          | Republik Österreich                                                    |                 |                                   |
|                    | Bundesoberstufenrealgymnasium Bad Hofgastein                                                           | St. Johann im Pongau | Bad Hofgastein                |      | BORG          | Republik Österreich                                                    |                 |                                   |
|                    | Tourismusschule Bad Hofgastein                                                                         | St. Johann im Pongau | Bad Hofgastein                |      | HLT           | Tourismusschulen Salzburg                                              |                 |                                   |
|                    | Bundesbildungsanstalt für Elementarpädagogik Bischofshofen                                             | St. Johann im Pongau | Bischofshofen                 |      | BAfEP         | Republik Österreich                                                    |                 |                                   |
|                    | Tourismusschule Bischofshofen                                                                          | St. Johann im Pongau | Bischofshofen                 | 1998 | HLT           | Tourismusschulen Salzburg                                              |                 |                                   |
|                    | Missionsprivatgymnasium St. Rupert                                                                     | St. Johann im Pongau | Bischofshofen                 |      | G             | Steyler Missionare                                                     |                 |                                   |
|                    | Bundesoberstufenrealgymnasium Radstadt                                                                 | St. Johann im Pongau | Radstadt                      |      | BORG          | Republik Österreich                                                    |                 |                                   |
|                    | Bundesgymnasium, Bundesrealgymnasium und Bundesoberstufenrealgymnasium St. Johann im Pongau            | St. Johann im Pongau | Sankt Johann im Pongau        |      | BG, BRG, BORG | Republik Österreich                                                    |                 |                                   |
|                    | Bundeshandelsakademie St. Johann im Pongau                                                             | St. Johann im Pongau | Sankt Johann im Pongau        |      | HAK           | Republik Österreich                                                    |                 |                                   |
|                    | Höhere Lehranstalt und Fachschule für wirtschaftliche Berufe Elisabethinum                             | St. Johann im Pongau | Sankt Johann im Pongau        |      | HLW           | Vereinigung von Ordensschulen Österreichs                              |                 |                                   |
|                    | Bundesgymnasium Tamsweg                                                                                | Tamsweg              | Tamsweg                       |      | BG            | Republik Österreich                                                    |                 |                                   |
|                    | Bundeshandelsakademie und Bundeshandelsschule Tamsweg                                                  | Tamsweg              | Tamsweg                       |      | HAK           | Republik Österreich                                                    |                 |                                   |
|                    | Höhere Lehranstalt für wirtschaftliche Berufe MultiAugustinum                                          | Tamsweg              | Sankt Michael im Lungau       |      | HLW           | Erzdiözese Salzburg                                                    |                 |                                   |
|                    | Bundesgymnasium und Sportrealgymnasium HIB Saalfelden                                                  | Zell am See          | Saalfelden am Steinernen Meer |      | BG, SRG       | Republik Österreich                                                    |                 |                                   |
|                    | Höhere Bundeslehranstalt für wirtschaftliche Berufe Saalfelden                                         | Zell am See          | Saalfelden am Steinernen Meer | 1973 | HBLW          | Republik Österreich                                                    |                 |                                   |
|                    | Höhere Technische Bundeslehranstalt Saalfelden                                                         | Zell am See          | Saalfelden am Steinernen Meer |      | HTL           | Republik Österreich                                                    |                 |                                   |
|                    | Tourismusschule Bramberg                                                                               | Zell am See          | Bramberg am Wildkogel         | 2011 | HLT           | Tourismusschulen Salzburg                                              |                 |                                   |
|                    | Bundesoberstufenrealgymnasium Mittersill                                                               | Zell am See          | Mittersill                    |      | BORG          | Republik Österreich                                                    |                 |                                   |
|                    | Bundesgymnasium und Bundesrealgymnasium Zell am See                                                    | Zell am See          | Zell am See                   |      | BG, BRG       | Republik Österreich                                                    |                 |                                   |
|                    | Bundeshandelsakademie Zell am See                                                                      | Zell am See          | Zell am See                   |      | HAK           | Republik Österreich                                                    |                 |                                   |

## Steiermark
| Bild | Schule                                                                                                | Bezirk               | Ort                  | Jahr | Typ           | Träger                                 | Spezialisierung            | Anmerkungen                     |
| ---- | --- | -------------------- | -------------------- | ---- | ------------- | -------------------------------------- | -------------------------- | ------------------------------- |
|      | Bundesgymnasium und Bundesrealgymnasium Bruck an der Mur                                              | Bruck-Mürzzuschlag   | Bruck an der Mur     |      | BG, BRG       | Republik Österreich                    |                            |                                 |
|      | Bildungsanstalt für Kindergartenpädagogik der Caritas Bruck                                           | Bruck-Mürzzuschlag   | Bruck an der Mur     |      | BAKIP         | Caritas Steiermark                     |                            |                                 |
|      | Bundeshandelsakademie und Bundeshandelsschule Bruck                                                   | Bruck-Mürzzuschlag   | Bruck an der Mur     |      | HAK           | Republik Österreich                    |                            |                                 |
|      | Höhere Bundeslehranstalt für Forstwirtschaft Bruck an der Mur                                         | Bruck-Mürzzuschlag   | Bruck an der Mur     |      | HTL           | Republik Österreich                    |                            |                                 |
|      | Bundesoberstufenrealgymnasium Kindberg                                                                | Bruck-Mürzzuschlag   | Kindberg             |      | BORG          | Republik Österreich                    | Informatik, Musik, Science |                                 |
|      | Bundesgymnasium und Bundesrealgymnasium Kapfenberg                                                    | Bruck-Mürzzuschlag   | Kapfenberg           |      | BG, BRG       | Republik Österreich                    |                            | BG/BRG Gleisdorf                |
|      | Bundeshandelsakademie Mürzzuschlag                                                                    | Bruck-Mürzzuschlag   | Mürzzuschlag         |      | BHAK          | Republik Österreich                    | UNESCO-Schule              |                                 |
|      | Herta Reich Gymnasium und Realgymnasium                                                               | Bruck-Mürzzuschlag   | Mürzzuschlag         | 1959 | BG, BRG       | Republik Österreich                    |                            |                                 |
|      | Bundesoberstufenrealgymnasium Deutschlandsberg                                                        | Deutschlandsberg     | Deutschlandsberg     |      | BORG          | Republik Österreich                    |                            |                                 |
|      | Bundeshandelsakademie und Bundeshandelsschule Deutschlandsberg                                        | Deutschlandsberg     | Deutschlandsberg     |      | HAK           | Republik Österreich                    |                            |                                 |
|      | Höhere Bundeslehranstalt und Fachschule für wirtschaftliche Berufe Deutschlandsberg                   | Deutschlandsberg     | Deutschlandsberg     |      | HLW           | Republik Österreich                    |                            |                                 |
|      | Akademisches Gymnasium (Graz)                                                                         | Graz                 | Graz                 |      | BG            | Republik Österreich                    |                            |                                 |
|      | Bundesgymnasium und Bundesrealgymnasium Pestalozzi                                                    | Graz                 | Graz                 |      | BG, BRG       | Republik Österreich                    |                            |                                 |
|      | Bischöfliches Gymnasium Graz                                                                          | Graz                 | Graz                 |      |               | Diözese Graz-Seckau                    |                            |                                 |
|      | Bundesgymnasium und Bundesrealgymnasium Carnerigasse                                                  | Graz                 | Graz                 | 1940 | BG, BRG       | Republik Österreich                    |                            |                                 |
|      | BORG Dreierschützengasse                                                                              | Graz                 | Graz                 |      | BORG          | Republik Österreich                    |                            |                                 |
|      | Bundesgymnasium und Bundesrealgymnasium Oeversee                                                      | Graz                 | Graz                 | 1902 | BG, BRG       | Republik Österreich                    |                            | Stolperstein BG BRG Oeversee    |
|      | Bundesgymnasium und Bundesrealgymnasium Kirchengasse Graz                                             | Graz                 | Graz                 |      | BG, BRG       | Republik Österreich                    |                            |                                 |
|      | Bundesgymnasium und Bundesrealgymnasium Lichtenfels                                                   | Graz                 | Graz                 |      | BG, BRG       | Republik Österreich                    |                            |                                 |
|      | Bundesgymnasium und Bundesrealgymnasium Seebacher                                                     | Graz                 | Graz                 |      | BG, BRG       | Republik Österreich                    |                            |                                 |
|      | Wirtschaftskundliches Bundesrealgymnasium Graz                                                        | Graz                 | Graz                 |      | BRG           | Republik Österreich                    |                            |                                 |
|      | Graz International Bilingual School                                                                   | Graz                 | Graz                 |      | BG            | Republik Österreich                    |                            |                                 |
|      | BRG Kepler                                                                                            | Graz                 | Graz                 |      | BRG           | Republik Österreich                    |                            |                                 |
|      | BG/BORG Graz Liebenau                                                                                 | Graz                 | Graz                 |      | BG, BORG      | Republik Österreich                    |                            |                                 |
|      | Bundesrealgymnasium Petersgasse                                                                       | Graz                 | Graz                 |      | BRG           | Republik Österreich                    |                            |                                 |
|      | NMS/BG/BRG Klusemannstraße                                                                            | Graz                 | Graz                 |      | NM/BG/BRG     | Republik Österreich                    |                            |                                 |
|      | Sacré Coeur Graz                                                                                      | Graz                 | Graz                 |      | G             |                                        |                            |                                 |
|      | Institut der Schulschwestern zu Graz                                                                  | Graz                 | Graz                 |      |               |                                        |                            |                                 |
|      | Ursulinen-Gymnasium Graz                                                                              | Graz                 | Graz                 |      |               | Ursulinenkloster Graz                  |                            |                                 |
|      | HTBLVA Graz-Ortweinschule                                                                             | Graz                 | Graz                 | 1876 | HTL           | Republik Österreich                    |                            |                                 |
|      | Höhere technische Bundeslehr- und Versuchsanstalt Graz-Gösting                                        | Graz                 | Graz                 |      | HTL           | Republik Österreich                    |                            |                                 |
|      | Bundesgymnasium Rein                                                                                  | Graz-Umgebung        | Gratwein-Straßengel  |      | BG            | Republik Österreich                    |                            | Stift Rein                      |
|      | Gymnasium Hartberg                                                                                    | Hartberg-Fürstenfeld | Hartberg             |      | BG, BRG, BORG | Republik Österreich                    |                            |                                 |
|      | Bundeshandelsakademie und Bundeshandelsschule Hartberg                                                | Hartberg-Fürstenfeld | Hartberg             |      | HAK           | Republik Österreich                    |                            |                                 |
|      | Bundesbildungsanstalt für Kindergartenpädagogik Hartberg                                              | Hartberg-Fürstenfeld | Hartberg             |      | BAKIP         | Republik Österreich                    |                            |                                 |
|      | Höhere Bundeslehranstalt und Fachschule für wirtschaftliche Berufe Hartberg                           | Hartberg-Fürstenfeld | Hartberg             |      | HLW           | Republik Österreich                    |                            |                                 |
|      | Bundesgymnasium und Bundesrealgymnasium Fürstenfeld                                                   | Hartberg-Fürstenfeld | Fürstenfeld          |      | BG, BRG       | Republik Österreich                    |                            |                                 |
|      | Bundeshandelsakademie und Bundeshandelsschule Fürstenfeld                                             | Hartberg-Fürstenfeld | Fürstenfeld          |      | HAK           | Republik Österreich                    |                            |                                 |
|      | Expositur Vorau der Bundeshandelsakademie und Bundeshandelsschule Hartberg                            | Hartberg-Fürstenfeld | Vorau                |      | HAK           | Republik Österreich                    |                            |                                 |
|      | HTBLA Kaindorf                                                                                        | Leibnitz             | Kaindorf an der Sulm |      | HTL           | Republik Österreich                    |                            |                                 |
|      | Bundesgymnasium und Bundesrealgymnasium Leibnitz                                                      | Leibnitz             | Leibnitz             |      | BG, BRG       | Republik Österreich                    |                            |                                 |
|      | Bundeshandelsakademie und Bundeshandelsschule Leibnitz                                                | Leibnitz             | Leibnitz             |      | HAK           | Republik Österreich                    |                            |                                 |
|      | Bundeshandelsakademie Eisenerz                                                                        | Leoben               | Eisenerz             | 1972 | HAK           | Republik Österreich                    |                            |                                 |
|      | Bundesoberstufenrealgymnasium Eisenerz                                                                | Leoben               | Eisenerz/Leoben      |      | BORG          | Republik Österreich                    |                            |                                 |
|      | Bundesgymnasium und Bundesrealgymnasium Leoben (auch: Altes Gymnasium Leoben, BG/BRG Leoben 1)        | Leoben               | Leoben               | 1862 | BG, BRG       | Republik Österreich                    |                            |                                 |
|      | Europagymnasium Leoben                                                                                | Leoben               | Leoben               | 1977 | BG, BRG       | Republik Österreich                    | UNESCO-Schule              |                                 |
|      | Höhere Bundeslehranstalt für wirtschaftliche Berufe Leoben                                            | Leoben               | Leoben               |      | HLW           | Republik Österreich                    |                            |                                 |
|      | Höhere Technische Lehranstalt Leoben                                                                  | Leoben               | Leoben               | 1865 | HTL           | Schulverein der Berg- und Hüttenschule |                            |                                 |
|      | Stiftsgymnasium Admont                                                                                | Liezen               | Admont               | 1644 | G             | Stift Admont                           |                            |                                 |
|      | Bundesoberstufenrealgymnasium Bad Aussee                                                              | Liezen               | Bad Aussee           |      | BORG          | Republik Österreich                    |                            |                                 |
|      | Höhere Bundeslehranstalt für wirtschaftliche Berufe Bad Aussee                                        | Liezen               | Bad Aussee           |      | HLW           | Republik Österreich                    |                            |                                 |
|      | Höhere Bundeslehr- und Forschungsanstalt Raumberg-Gumpenstein                                         | Liezen               | Irdning              |      | HTL           | Republik Österreich                    |                            |                                 |
|      | Bundeshandelsakademie und Bundeshandelsschule Liezen                                                  | Liezen               | Liezen               |      | HAK           | Republik Österreich                    |                            |                                 |
|      | Bundesbildungsanstalt für Kindergartenpädagogik Liezen                                                | Liezen               | Liezen               |      | BAKIP         | Republik Österreich                    |                            |                                 |
|      | Bundesgymnasium und Bundesrealgymnasium Stainach                                                      | Liezen               | Stainach             | 1952 | BG, BRG       | Republik Österreich                    |                            |                                 |
|      | Bundesoberstufenrealgymnasium Murau                                                                   | Murau                | Murau                |      | BORG          | Republik Österreich                    |                            |                                 |
|      | Höhere Bundeslehranstalt für wirtschaftliche Berufe Murau                                             | Murau                | Murau                |      | HLW           | Republik Österreich                    |                            |                                 |
|      | Höhere Bundeslehranstalt für wirtschaftliche Berufe Fohnsdorf                                         | Murtal               | Fohnsdorf            |      | HLW           | Republik Österreich                    | Business und Lifestyle     |                                 |
|      | Bundesgymnasium und Bundesrealgymnasium Judenburg                                                     | Murtal               | Judenburg            |      | BG, BRG       | Republik Österreich                    |                            |                                 |
|      | Bundeshandelsakademie und Bundeshandelsschule Judenburg                                               | Murtal               | Judenburg            |      |               | Republik Österreich                    |                            |                                 |
|      | Bundesbildungsanstalt für Kindergartenpädagogik Judenburg                                             | Murtal               | Judenburg            |      |               | Republik Österreich                    |                            |                                 |
|      | Bundesgymnasium und Bundesrealgymnasium Knittelfeld                                                   | Murtal               | Knittelfeld          |      | BG, BRG       | Republik Österreich                    |                            |                                 |
|      | Abteigymnasium Seckau                                                                                 | Murtal               | Seckau               |      | G             | Abtei Seckau                           |                            |                                 |
|      | HTL Zeltweg                                                                                           | Murtal               | Zeltweg              |      | HTL           | Republik Österreich                    | Maschinenbau, Bautechnik   | HTL Trieben                     |
|      | Tourismusschulen Bad Gleichenberg                                                                     | Südoststeiermark     | Bad Gleichenberg     |      | HLT           | Wirtschaftskammer Steiermark           |                            |                                 |
|      | BORG Bad Radkersburg                                                                                  | Südoststeiermark     | Bad Radkersburg      |      | BORG          | Republik Österreich                    | Business-IT                | Schulbücherei ist Stadtbücherei |
|      | Internationale HTL Bad Radkersburg der Höhere technische Bundeslehr- und Versuchsanstalt Graz-Gösting | Südoststeiermark     | Bad Radkersburg      |      | HTL           | Republik Österreich                    | Elektrotechnik             |                                 |
|      | BORG Feldbach                                                                                         | Südoststeiermark     | Feldbach             |      | BORG          | Republik Österreich                    |                            |                                 |
|      | Bundeshandelsakademie und Bundeshandelsschule Feldbach                                                | Südoststeiermark     | Feldbach             |      | HAK           | Republik Österreich                    |                            |                                 |
|      | Höhere Lehranstalt für wirtschaftliche Berufe Feldbach                                                | Südoststeiermark     | Feldbach             |      | HLW           | Republik Österreich                    |                            |                                 |
|      | Bundesbildungsanstalt für Kindergartenpädagogik Mureck                                                | Südoststeiermark     | Mureck               |      | BAKIP         | Republik Österreich                    |                            |                                 |
|      | BG/BRG und HLW Köflach                                                                                | Voitsberg            | Köflach              |      | BG, BRG, HLW  | Republik Österreich                    |                            |                                 |
|      | Bundeshandelsakademie und Bundeshandelsschule Voitsberg                                               | Voitsberg            | Voitsberg            |      | HAK           | Republik Österreich                    |                            |                                 |
|      | Bundesgymnasium und Bundesrealgymnasium Weiz                                                          | Weiz                 | Weiz                 |      | BG, BRG       | Republik Österreich                    |                            |                                 |
|      | Bundeshandelsakademie und Bundeshandelsschule Weiz                                                    | Weiz                 | Weiz                 |      | HAK           | Republik Österreich                    |                            |                                 |
|      | Höhere Bundeslehranstalt für wirtschaftliche Berufe Weiz                                              | Weiz                 | Weiz                 |      | HLW           | Republik Österreich                    |                            |                                 |
|      | Höhere Technische Bundeslehranstalt Weiz                                                              | Weiz                 | Weiz                 |      | HTL           | Republik Österreich                    |                            |                                 |
|      | Bundesoberstufenrealgymnasium Birkfeld                                                                | Weiz                 | Birkfeld             |      | BORG          | Republik Österreich                    |                            |                                 |
|      | Bundesgymnasium und Bundesrealgymnasium Gleisdorf                                                     | Weiz                 | Gleisdorf            | 1958 | BG, BRG       | Republik Österreich                    |                            |                                 |

## Tirol
| Bild | Schule | Bezirk         | Ort                 | Jahr | Typ                                                      | Träger                                       | Spezialisierung                                       | Anmerkungen                                         |
| ---- | --- | -------------- | ------------------- | ---- | -------------------------------------------------------- | -------------------------------------------- | ----------------------------------------------------- | --------------------------------------------------- |
|      | Bundesrealgymnasium Imst                                                                                          | Imst           | Imst                | 1967 | BRG                                                      | Republik Österreich                          |                                                       |                                                     |
|      | Bundeshandelsakademie und Bundeshandelsschule Imst                                                                | Imst           | Imst                |      | BHAK                                                     | Republik Österreich                          |                                                       |                                                     |
|      | Höhere Technische Bundeslehranstalt Imst                                                                          | Imst           | Imst                |      | HTL                                                      | Republik Österreich                          |                                                       |                                                     |
|      | Meinhardinum Stams                                                                                                | Imst           | Stams               |      | G, ARG                                                   | Stift Stams                                  |                                                       |                                                     |
|      | Internatsschule für Schisportler Stams                                                                            | Imst           | Stams               |      | ORG, HS                                                  | Verein                                       |                                                       |                                                     |
|      | Akademisches Gymnasium Innsbruck                                                                                  | Innsbruck      | Innsbruck           | 1562 | BG                                                       | Republik Österreich                          |                                                       | Denkmalschutz                                       |
|      | Bundesgymnasium und Bundesrealgymnasium Sillgasse                                                                 | Innsbruck      | Innsbruck           | 1910 | BG, BRG                                                  | Republik Österreich                          |                                                       |                                                     |
|      | Bundesrealgymnasium Innsbruck                                                                                     | Innsbruck      | Innsbruck           | 1853 | BRG                                                      | Republik Österreich                          |                                                       |                                                     |
|      | Bundesgymnasium, Bundesrealgymnasium und Wirtschaftskundliches Realgymnasium für Berufstätige Innsbruck           | Innsbruck      | Innsbruck           | 1945 | BRG, BORG, Oberstufengymnasium, Wirtschaftskundliches RG | Republik Österreich                          | Mindestalter 17, für Berufstätige, mit Fernunterricht |                                                     |
|      | Bundesgymnasium, Bundesrealgymnasium und Bundes-Sportrealgymnasium Reithmannstraße                                | Innsbruck      | Innsbruck           | 1965 | BG, BRG, SRG                                             | Republik Österreich                          |                                                       |                                                     |
|      | Bundesrealgymnasium in der Au                                                                                     | Innsbruck      | Innsbruck           | 2011 | BRG                                                      | Republik Österreich                          |                                                       |                                                     |
|      | BORG Innsbruck | Innsbruck      | Innsbruck           | 1963 | BORG                                                     | Republik Österreich                          |                                                       |                                                     |
|      | Ursulinenschule Innsbruck                                                                                         | Innsbruck      | Innsbruck           | 1691 | RG                                                       | Ursulinen                                    |                                                       |                                                     |
|      | Katholisches Oberstufenrealgymnasium Kettenbrücke                                                                 | Innsbruck      | Innsbruck           |      | ORG                                                      | Schulverein Barmherzige Schwestern Innsbruck |                                                       |                                                     |
|      | Handelsakademie und Handelsschule Innsbruck                                                                       | Innsbruck      | Innsbruck           | 1855 | BHAK                                                     | Republik Österreich                          |                                                       |                                                     |
|      | HTL Anichstraße                                                                                                   | Innsbruck      | Innsbruck           |      | HTL                                                      | Republik Österreich                          |                                                       |                                                     |
|      | HTL Bau Informatik Design Innsbruck                                                                               | Innsbruck      | Innsbruck           |      | HTL                                                      | Republik Österreich                          |                                                       |                                                     |
|      | HBLA West | Innsbruck      | Innsbruck           | 1997 | HBLA                                                     | Republik Österreich                          |                                                       |                                                     |
|      | Ferrarischule | Innsbruck      | Innsbruck           | 1921 | HBLA                                                     | Republik Österreich                          |                                                       | Denkmalschutz                                       |
|      | Tourismusschulen Villa Blanka                                                                                     | Innsbruck      | Innsbruck           |      | HLA                                                      | Wirtschaftskammer Tirol                      |                                                       |                                                     |
|      | Bundesbildungsanstalt für Elementarpädagogik Innsbruck                                                            | Innsbruck      | Innsbruck           |      | BAfEP                                                    | Republik Österreich                          |                                                       |                                                     |
|      | HTL Fulpmes | Innsbruck-Land | Fulpmes             | 1897 | HTBL                                                     | Republik Österreich                          |                                                       |                                                     |
|      | Franziskanergymnasium Hall in Tirol                                                                               | Innsbruck-Land | Hall in Tirol       | 1573 | G                                                        | Franziskanerprovinz Austria                  | humanistisch, neusprachlich                           | Denkmalschutz                                       |
|      | Höhere Bundeslehr- und Forschungsanstalt für Landwirtschaft und Ernährung, Lebensmittel- und Biotechnologie Tirol | Innsbruck-Land | Kematen in Tirol    |      | HBLA                                                     | Republik Österreich                          |                                                       |                                                     |
|      | BRG/BORG Telfs | Innsbruck-Land | Telfs               |      | BRG, BORG                                                | Republik Österreich                          |                                                       |                                                     |
|      | Eco telfs Bundeshandelsakademie und Bundeshandelsschule Telfs                                                     | Innsbruck-Land | Telfs               |      | BHAK                                                     | Republik Österreich                          |                                                       |                                                     |
|      | Technisches Gymnasium Telfs                                                                                       | Innsbruck-Land | Telfs               |      |                                                          |                                              |                                                       |                                                     |
|      | Privates Oberstufenrealgymnasium Volders St. Karl                                                                 | Innsbruck-Land | Volders             |      | ORG                                                      | Vereinigung von Ordensschulen Österreichs    |                                                       |                                                     |
|      | Bundeshandelsakademie und Bundeshandelsschule Kitzbühel                                                           | Kitzbühel      | Kitzbühel           |      | BHAK                                                     | Republik Österreich                          |                                                       |                                                     |
|      | Bundesgymnasium und Bundesoberstufenrealgymnasium St. Johann in Tirol                                             | Kitzbühel      | St. Johann in Tirol | 1945 | BG, BORG                                                 | Republik Österreich                          |                                                       |                                                     |
|      | Höhere Bundeslehranstalt für Tourismus                                                                            | Kitzbühel      | St. Johann in Tirol |      |                                                          | Republik Österreich                          |                                                       |                                                     |
|      | Landwirtschaftliche Landeslehranstalt St. Johann in Tirol                                                         | Kitzbühel      | St. Johann in Tirol |      |                                                          |                                              |                                                       |                                                     |
|      | Bundesgymnasium und Bundesrealgymnasium Kufstein                                                                  | Kufstein       | Kufstein            | 1907 | BG, BRG                                                  | Republik Österreich                          |                                                       |                                                     |
|      | Höhere Bundeslehranstalt für wirtschaftliche Berufe Kufstein                                                      | Kufstein       | Kufstein            |      |                                                          | Republik Österreich                          |                                                       |                                                     |
|      | HTL Kramsach | Kufstein       | Kramsach            | 1948 | HTL                                                      | Privatschule mit Öffentlichkeitsrecht        |                                                       |                                                     |
|      | BRG Wörgl | Kufstein       | Wörgl               | 1967 | BRG                                                      | Republik Österreich                          |                                                       |                                                     |
|      | HAK Wörgl | Kufstein       | Wörgl               | 1973 | BHAK, BHAS                                               | Republik Österreich                          |                                                       |                                                     |
|      | Bundesgymnasium und Bundesoberstufenrealgymnasium Landeck                                                         | Landeck        | Landeck             |      | BG, BRG                                                  | Republik Österreich                          |                                                       | Denkmalschutz                                       |
|      | Bundeshandelsakademie und Bundeshandelsschule Landeck                                                             | Landeck        | Landeck             |      | BHAK                                                     | Republik Österreich                          |                                                       |                                                     |
|      | Bundesgymnasium und Bundesrealgymnasium Lienz                                                                     | Lienz          | Lienz               |      | BG, BRG                                                  | Republik Österreich                          |                                                       |                                                     |
|      | Bundes-Oberstufenrealgymnasium Lienz                                                                              | Lienz          | Lienz               |      | BORG                                                     | Republik Österreich                          |                                                       |                                                     |
|      | Bundeshandelsakademie und Bundeshandelsschule Lienz                                                               | Lienz          | Lienz               |      | BHAK                                                     | Republik Österreich                          |                                                       |                                                     |
|      | Höhere Bundeslehranstalt für wirtschaftliche Berufe und Hotelfachschule Lienz                                     | Lienz          | Lienz               |      |                                                          | Republik Österreich                          |                                                       |                                                     |
|      | PHTL Lienz | Lienz          | Lienz               | 1986 | HTL                                                      | Republik Österreich, Land Tirol, Stadt Lienz | Mechatronik                                           | Privatschule mit Öffentlichkeitsrecht               |
|      | Bundesrealgymnasium Reutte                                                                                        | Reutte         | Reutte              |      | BRG                                                      | Republik Österreich                          |                                                       |                                                     |
|      | Bundeshandelsakademie und Bundeshandelsschule Reutte                                                              | Reutte         | Reutte              |      | BHAK, HLW                                                | Republik Österreich                          |                                                       | Höhere Lehranstalt für wirtschaftliche Berufe Reute |
|      | Bischöfliches Gymnasium Paulinum                                                                                  | Schwaz         | Schwaz              | 1926 | G                                                        | Diözese Innsbruck                            |                                                       | Denkmalschutz                                       |
|      | Bundeshandelsakademie und Bundeshandelsschule Schwaz                                                              | Schwaz         | Schwaz              |      | BHAK                                                     | Republik Österreich                          |                                                       |                                                     |
|      | HTL Jenbach | Schwaz         | Jenbach             |      | HTL                                                      | Republik Österreich                          |                                                       |                                                     |

## Vorarlberg
| Bild | Schule | Bezirk    | Ort       | Jahr      | Typ       | Träger                                                               | Spezialisierung | Anmerkungen                         |
| ---- | --- | --------- | --------- | --------- | --------- | -------------------------------------------------------------------- | --------------- | ----------------------------------- |
|      | Bundesgymnasium und Bundesrealgymnasium Bludenz                                                                | Bludenz   | Bludenz   | 1939      | BG, BRG   | Republik Österreich                                                  |                 |                                     |
|      | Bundeshandelsakademie und Bundeshandelsschule Bludenz                                                          | Bludenz   | Bludenz   |           | HAK       | Republik Österreich                                                  |                 |                                     |
|      | Höhere Lehranstalt für Tourismus Bludenz                                                                       | Bludenz   | Bludenz   |           |           | Republik Österreich                                                  |                 |                                     |
|      | Handelsakademie und Handelsschule Bezau                                                                        | Bregenz   | Bezau     |           |           | Republik Österreich                                                  |                 | Bezauer Wirtschaftsschulen          |
|      | Höhere Lehranstalt für Tourismus Bezau                                                                         | Bregenz   | Bezau     |           |           | Republik Österreich                                                  |                 | Bezauer Wirtschaftsschulen          |
|      | Bundesgymnasium Blumenstraße                                                                                   | Bregenz   | Bregenz   | 1895      | BG        | Republik Österreich                                                  |                 |                                     |
|      | Bundesgymnasium Gallusstraße                                                                                   | Bregenz   | Bregenz   | 1924      | BG        | Republik Österreich                                                  |                 |                                     |
|      | Collegium Bernardi bzw. Privatgymnasium Mehrerau                                                               | Bregenz   | Bregenz   | 1854      | G         | Territorialabtei Wettingen-Mehrerau/Katholische Kirche in Österreich |                 |                                     |
|      | Bundeshandelsakademie und Bundeshandelsschule Bregenz                                                          | Bregenz   | Bregenz   | 1937      | HAK       | Republik Österreich                                                  |                 |                                     |
|      | Höhere Technische Lehranstalt Bregenz                                                                          | Bregenz   | Bregenz   | 1908      | HTBLuVA   | Republik Österreich                                                  |                 | Denkmalschutz (Altbau)              |
|      | Sacré Coeur Riedenburg Privatgymnasium Riedenburg und Höhere Lehranstalt für wirtschaftliche Berufe Riedenburg | Bregenz   | Bregenz   |           | G, HLW    | Gesellschaft vom Heiligen Herzen Jesu (Sacré-Cœur)                   |                 | Sacré Coeur Riedenburg              |
|      | Höhere Lehranstalt für wirtschaftliche Berufe Marienberg                                                       | Bregenz   | Bregenz   |           | HLW       | Dominikanerinnen                                                     |                 | Kloster Marienberg                  |
|      | Bundesoberstufenrealgymnasium Egg                                                                              | Bregenz   | Egg       |           | BORG      | Republik Österreich                                                  |                 |                                     |
|      | Bundesoberstufenrealgymnasium Lauterach                                                                        | Bregenz   | Lauterach |           | BORG      | Republik Österreich                                                  |                 |                                     |
|      | Bundesgymnasium Dornbirn                                                                                       | Dornbirn  | Dornbirn  | 1852      | BG        | Republik Österreich                                                  |                 |                                     |
|      | Bundesrealgymnasium und Bundesoberstufenrealgymnasium Dornbirn-Schoren                                         | Dornbirn  | Dornbirn  | 1972      | BRG, BORG | Republik Österreich                                                  |                 | Architekten Dietrich Untertrifaller |
|      | Sportgymnasium Dornbirn                                                                                        | Dornbirn  | Dornbirn  | 2010      |           | Republik Österreich                                                  |                 |                                     |
|      | Höhere Technische Bundeslehr- und Versuchsanstalt Dornbirn                                                     | Dornbirn  | Dornbirn  | 1885 1920 | HTBLuVA   | Republik Österreich                                                  |                 |                                     |
|      | Bundesgymnasium Lustenau                                                                                       | Dornbirn  | Lustenau  |           | BG        | Republik Österreich                                                  |                 |                                     |
|      | Bundeshandelsakademie und Bundeshandelsschule Lustenau                                                         | Dornbirn  | Lustenau  |           | HAK       | Republik Österreich                                                  |                 |                                     |
|      | Bundesgymnasium und Bundesrealgymnasium Feldkirch (BG Rebberggasse)                                            | Feldkirch | Feldkirch |           | BG, BRG   | Republik Österreich                                                  |                 |                                     |
|      | Bundesrealgymnasium und Bundesoberstufenrealgymnasium Feldkirch (BG Schillerstraße)                            | Feldkirch | Feldkirch |           | BRG, BORG | Republik Österreich                                                  |                 |                                     |
|      | Bundeshandelsakademie und Bundeshandelsschule Feldkirch                                                        | Feldkirch | Feldkirch |           | HAK       | Republik Österreich                                                  |                 |                                     |
|      | Höhere Lehranstalt für wirtschaftliche Berufe St. Josef                                                        | Feldkirch | Feldkirch |           |           |                                                                      |                 | Institut St. Josef                  |
|      | Bildungsanstalt für Kindergartenpädagogik St. Josef                                                            | Feldkirch | Feldkirch |           |           |                                                                      |                 | Institut St. Josef                  |
|      | BORG Götzis | Feldkirch | Götzis    | 1977      | BORG      | Republik Österreich                                                  |                 |                                     |
|      | Höhere Technische Bundeslehr- und Versuchsanstalt Rankweil, HTL Rankweil                                       | Feldkirch | Rankweil  | 1969      | HTBLuVA   | Republik Österreich                                                  |                 |                                     |
|      | Höhere Schule für wirtschaftliche Berufe Rankweil                                                              | Feldkirch | Rankweil  |           | HLW       | Republik Österreich                                                  |                 |                                     |

## Wien
| Bild | Schule                                                                                     | Bez. | Bezirk               | Jahr       | Typ                | Träger                                                                 | Spezialisierung                                 | Anmerkungen                                                     | Schulkennzahl |
| ---- | ------------------------------------------------------------------------------------------ | ---- | -------------------- | ---------- | ------------------ | ---------------------------------------------------------------------- | ----------------------------------------------- | --------------------------------------------------------------- | ------------- |
|      | Akademisches Gymnasium (Wien)                                                              | 01   | Innere Stadt         | 1553       | BG                 | Republik Österreich                                                    |                                                 |                                                                 | 901016        |
|      | Gastgewerbefachschule Wien                                                                 | 01   | Innere Stadt         | 1956       | AUL, WHS           | Schulverein der Wiener Gastwirte                                       |                                                 | Denkmalschutz                                                   | 901489        |
|      | Schottengymnasium                                                                          | 01   | Innere Stadt         | 1807       | G                  | Schottenstift                                                          |                                                 |                                                                 | 901026        |
|      | Realgymnasium Schottenbastei                                                               | 01   | Innere Stadt         | 1861       | BRG                | Republik Österreich                                                    |                                                 |                                                                 | 901036        |
|      | Gymnasium und Realgymnasium Stubenbastei                                                   | 01   | Innere Stadt         | 1872       | BG, BRG            | Republik Österreich                                                    |                                                 |                                                                 | 901046        |
|      | BORG Hegelgasse 12                                                                         | 01   | Innere Stadt         | 1905       | BORG               | Republik Österreich                                                    |                                                 |                                                                 | 901066        |
|      | Vienna Business School Akademiestraße                                                      | 01   | Innere Stadt         | 1857       | HAK, HAS, AUL      | Fonds der Wiener Kaufmannschaft                                        |                                                 | Vienna Business School, Denkmalschutz                           | 901428        |
|      | Sigmund-Freud-Gymnasium                                                                    | 02   | Leopoldstadt         | 1864       | BG                 | Republik Österreich                                                    |                                                 |                                                                 | 902026        |
|      | Bundesrealgymnasium Lessinggasse                                                           | 02   | Leopoldstadt         | 1855       | BRG, BORG          | Republik Österreich                                                    |                                                 |                                                                 | 902016        |
|      | Bundesgymnasium und Bundesrealgymnasium Zirkusgasse                                        | 02   | Leopoldstadt         | 1877       | BG, BRG            | Republik Österreich                                                    |                                                 | Denkmalschutz                                                   | 902036        |
|      | Palais Augarten                                                                            | 02   | Leopoldstadt         | 1918       | RG, ORG            | Verein der Wiener Sängerknaben                                         |                                                 | Denkmalschutz                                                   | 902076        |
|      | Sperlgymnasium                                                                             | 02   | Leopoldstadt         | 1864       | BG, WBRG           | Republik Österreich                                                    |                                                 |                                                                 | 902046        |
|      | Vienna Business School Augarten                                                            | 02   | Leopoldstadt         |            | HAK, HAS           | Fonds der Wiener Kaufmannschaft                                        |                                                 | Vienna Business School                                          | 902418        |
|      | Zwi Perez Chajes Schule                                                                    | 02   | Leopoldstadt         | 1984       | RG                 | Israelitische Kultusgemeinde                                           |                                                 |                                                                 | 902056        |
|      | Camillo Sitte Lehranstalt                                                                  | 03   | Landstraße           | 1860       | HTL                | Republik Österreich                                                    |                                                 |                                                                 | 903477        |
|      | Gymnasium Kundmanngasse                                                                    | 03   | Landstraße           | 1863       | BG, BRG            | Republik Österreich                                                    |                                                 |                                                                 | 903056        |
|      | Gymnasium Hagenmüllergasse                                                                 | 03   | Landstraße           | 1909       | BG, BRG            | Republik Österreich                                                    |                                                 |                                                                 | 903066        |
|      | Gymnasium Radetzkystraße                                                                   | 03   | Landstraße           | 1851       | BG, BRG            | Republik Österreich                                                    |                                                 |                                                                 | 903036        |
|      | Oberstufenrealgymnasium Landstraßer Hauptstraße                                            | 03   | Landstraße           | 1999       | BORG               | Republik Österreich                                                    |                                                 |                                                                 | 903016        |
|      | Realgymnasium Schützengasse                                                                | 03   | Landstraße           | 2000       | RG                 | Schulverein Komenský                                                   | Privates Bilinguales Realgymnasium              |                                                                 | 903096        |
|      | Gymnasium Sacre Coeur Wien                                                                 | 03   | Landstraße           | 1868       | G                  | Erzdiözese Wien                                                        |                                                 |                                                                 | 903046        |
|      | Handelsakademie und Handelsschule Sacré Coeur Wien                                         | 03   | Landstraße           | 1868       | HAK, HAS, AUL      | Erzdiözese Wien                                                        |                                                 |                                                                 | 903428        |
|      | Bundesgymnasium und Bundesrealgymnasium Wien III                                           | 03   | Landstraße           | 1920       | BG, BRG            | Republik Österreich                                                    |                                                 | Ballettschule Wiener Staatsoper                                 | 903026        |
|      | Höhere Lehranstalt für wirtschaftliche Berufe Landstraße                                   | 03   | Landstraße           |            | HLW                | Schulverein der Schulschwestern des 3. Orden des heiligen Franziskus   |                                                 |                                                                 | 903439        |
|      | HTL Wien 3 Rennweg                                                                         | 03   | Landstraße           | 1925       | HTL                | Republik Österreich                                                    |                                                 |                                                                 | 903507        |
|      | Schulzentrum Ungargasse                                                                    | 03   | Landstraße           | 1945       | HTL, HAK, HAS      | Republik Österreich                                                    |                                                 |                                                                 | 903497        |
|      | Wiener Ballsportgymnasium                                                                  | 03   | Landstraße           | 2012       | BORG               | Republik Österreich                                                    |                                                 | Leistungssportklassen                                           | 903106        |
|      | Bundesrealgymnasium Waltergasse                                                            | 04   | Wieden               | 1855       | BRG                | Republik Österreich                                                    |                                                 | Denkmalschutz                                                   | 904026        |
|      | Öffentliches Gymnasium der Stiftung Theresianische Akademie                                | 04   | Wieden               | 1746       | BG                 | Stiftung                                                               | Diplomatische Akademie Wien                     | Denkmalschutz                                                   | 904016        |
|      | Wiedner Gymnasium                                                                          | 04   | Wieden               | 1910       | BG, BRG, BORG      | Republik Österreich                                                    | Sir-Karl-Popper-Schule                          |                                                                 | 904036        |
|      | HTBLuVA Wien 5 Spengergasse                                                                | 05   | Margareten           | 1758       | HTL                | Republik Österreich                                                    |                                                 |                                                                 | 905417        |
|      | Joseph Haydn-Realgymnasium                                                                 | 05   | Margareten           | 1875       | BG, BRG            | Republik Österreich                                                    |                                                 |                                                                 | 905016        |
|      | Rainergymnasium                                                                            | 05   | Margareten           | 1879       | BG, BRG            | Republik Österreich                                                    |                                                 |                                                                 | 905026        |
|      | Schulen des BFI Wien                                                                       | 05   | Margareten           |            | HAK, HAS           | Berufsförderungsinstitut                                               |                                                 |                                                                 | 905448        |
|      | Amerlinggymnasium                                                                          | 06   | Mariahilf            | 1854       | BG, WBRG           | Republik Österreich                                                    |                                                 |                                                                 | 906046        |
|      | Bundesrealgymnasium Marchettigasse                                                         | 06   | Mariahilf            | 1854       | BRG                | Republik Österreich                                                    |                                                 | Denkmalschutz                                                   | 906016        |
|      | GRG 6 Rahlgasse                                                                            | 06   | Mariahilf            | 1892       | BG, BRG            | Republik Österreich                                                    |                                                 | Denkmalschutz                                                   | 906036        |
|      | Bildungszentrum Kenyongasse                                                                | 07   | Neubau               | 1868       | G, WRG, BAfEP      | Schwestern vom Göttlichen Erlöser                                      |                                                 | Denkmalschutz                                                   | 907036        |
|      | GRG 7 Kandlgasse                                                                           | 07   | Neubau               | 1907       | BG, BRG            | Republik Österreich                                                    |                                                 | Denkmalschutz                                                   | 907026        |
|      | Musikgymnasium Wien                                                                        | 07   | Neubau               | 1964       | BG, BRG, BORG      | Republik Österreich                                                    |                                                 | Denkmalschutz                                                   | 907066        |
|      | Maturaschule Dr. Roland                                                                    | 07   | Neubau               | 1933       | Maturaschule       |                                                                        |                                                 |                                                                 |               |
|      | BGRG 8 Albertgasse                                                                         | 08   | Josefstadt           | 1905       | BG, BRG            | Republik Österreich                                                    |                                                 |                                                                 | 908810        |
|      | Bildungsanstalt für Elementarpädagogik Wien 8                                              | 08   | Josefstadt           |            | BAfEP              | Republik Österreich                                                    |                                                 | Denkmalschutz                                                   | 908810        |
|      | Bundesgymnasium Wien 8                                                                     | 08   | Josefstadt           | 1701       | BG                 | Republik Österreich                                                    |                                                 | Denkmalschutz                                                   | 908016        |
|      | Realgymnasium und Wirtschaftskundliches Realgymnasium Feldgasse                            | 08   | Josefstadt           | 1912       | BG, BRG            | Republik Österreich                                                    |                                                 |                                                                 | 908046        |
|      | Handelsakademie Hamerlingplatz                                                             | 08   | Josefstadt           | 1905       | HAK, HAS           | Fonds der Wiener Kaufmannschaft                                        |                                                 | Vienna Business School, Denkmalschutz                           | 908428        |
|      | Vienna Business School Schönborngasse                                                      | 08   | Josefstadt           | 1907       | HAK, HAS, AUL      | Fonds der Wiener Kaufmannschaft                                        |                                                 | Vienna Business School                                          | 908438        |
|      | Erich Fried Realgymnasium                                                                  | 09   | Alsergrund           | 1904       | BRG, WBRG          | Republik Österreich                                                    |                                                 | Denkmalschutz                                                   | 909026        |
|      | Gymnasium Wasagasse                                                                        | 09   | Alsergrund           | 1871       | BG                 | Republik Österreich                                                    |                                                 |                                                                 | 909016        |
|      | Lycée Français de Vienne                                                                   | 09   | Alsergrund           | 1946       | G                  | Frankreich                                                             |                                                 |                                                                 | 909036        |
|      | HLMW9 Michelbeuern                                                                         | 09   | Alsergrund           | 1908       | HLM, HLW           | Republik Österreich                                                    |                                                 | Denkmalschutz                                                   | 909429        |
|      | Caritas Ausbildungszentrum für Sozialberufe                                                | 09   | Alsergrund           | 1916       | HLW, HLSP          | Caritas der Erzdiözese Wien                                            |                                                 |                                                                 | 909469        |
|      | Bundesgymnasium und Bundesrealgymnasium Ettenreichgasse                                    | 10   | Favoriten            | 1902       | BG, BRG            | Republik Österreich                                                    |                                                 |                                                                 | 910016        |
|      | Bundesgymnasium und Bundesrealgymnasium Pichelmayergasse                                   | 10   | Favoriten            | 1976       | BG, BRG            | Republik Österreich                                                    |                                                 |                                                                 | 910046        |
|      | GRG 10 Laaerberg                                                                           | 10   | Favoriten            | 1902       | BG, BRG, HLW       | Republik Österreich                                                    |                                                 |                                                                 | 910036        |
|      | Bundeshandelsakademie und Bundeshandelsschule Favoriten                                    | 10   | Favoriten            | 1866       | BHAK, BHAS         | Republik Österreich                                                    |                                                 | Denkmalschutz (Altbau)                                          | 910428        |
|      | Bildungsanstalt für Elementarpädagogik Wien 10                                             | 10   | Favoriten            |            | BAfEP              | Republik Österreich                                                    |                                                 |                                                                 | 910810        |
|      | HTL Wien 10                                                                                | 10   | Favoriten            | 1889       | HTL                | Republik Österreich                                                    |                                                 |                                                                 | 910417        |
|      | HLW10 Reumannplatz                                                                         | 10   | Favoriten            | 2001       | HLW                | Republik Österreich                                                    |                                                 |                                                                 | 910499        |
|      | Neulandschule Laaerberg                                                                    | 10   | Favoriten            | 1948       | G, RG              | Institut Neulandschulen                                                | Tagesheim                                       |                                                                 | 910026        |
|      | Phoenix Realgymnasium                                                                      | 10   | Favoriten            | 2007       | RG                 | Verein Phönix                                                          |                                                 |                                                                 | 910066        |
|      | Bundeshandelsakademie und Bundeshandelsschule Geringergasse                                | 11   | Simmering            | 1997       | BHAK, BHAS         | Republik Österreich                                                    |                                                 |                                                                 | 911428        |
|      | Bundesgymnasium und Bundesrealgymnasium Geringergasse                                      | 11   | Simmering            | 1908       | BRG, BORG          | Republik Österreich                                                    |                                                 |                                                                 | 911026        |
|      | Bundesgymnasium und Bundesrealgymnasium Gottschalkgasse                                    | 11   | Simmering            |            | BRG, BORG          | Republik Österreich                                                    |                                                 | Denkmalschutz                                                   | 911016        |
|      | Evangelisches Gymnasium und Werkschulheim                                                  | 11   | Simmering            | 1996       | RG, WSH            | Evangelische Kirche A.B. in Österreich                                 |                                                 |                                                                 | 911036        |
|      | GRG 12 Erlgasse                                                                            | 12   | Meidling             | 1910       | BG, BRG            | Republik Österreich                                                    |                                                 | Denkmalschutz                                                   | 912036        |
|      | GRG 12 Rosasgasse                                                                          | 12   | Meidling             | 1883       | BG, BRG            | Republik Österreich                                                    |                                                 | Denkmalschutz                                                   | 912016        |
|      | International Business College Hetzendorf                                                  | 12   | Meidling             |            | BHAK, BHAS         | Republik Österreich                                                    |                                                 |                                                                 | 912458        |
|      | Privatschule INFINUM                                                                       | 12   | Meidling             | 2019       | ORG                | Privatschulverein INFINUM                                              |                                                 | Schloss Hetzendorf, Denkmalschutz                               | 912056        |
|      | Gymnasium Fichtnergasse                                                                    | 13   | Hietzing             | 1897       | BG                 | Republik Österreich                                                    |                                                 |                                                                 | 913016        |
|      | Business Academy Maygasse (Schumpeter-Handelsakademie)                                     | 13   | Hietzing             |            | BHAK, BHAS         | Republik Österreich                                                    |                                                 | Denkmalschutz                                                   | 913458        |
|      | Gymnasium Wenzgasse                                                                        | 13   | Hietzing             | 1904, 1916 | BG, BRG, BWRG      | Republik Österreich                                                    |                                                 | Denkmalschutz (Altbau)                                          | 913026        |
|      | Höhere Bundeslehr- und Forschungsanstalt für Gartenbau Schönbrunn                          | 13   | Hietzing             | 1951       | HBLFA              | Republik Österreich                                                    |                                                 |                                                                 | 913710        |
|      | Höhere Bundeslehranstalt für Wirtschaft und Tourismus Bergheidengasse                      | 13   | Hietzing             | 1989       | HBLW, HBLT, AUL    | Republik Österreich                                                    |                                                 |                                                                 | 913479        |
|      | Privates Gymnasium und wirtschaftskundliches Realgymnasium der Dominikanerinnen            | 13   | Hietzing             | 1933       | G, WRG             | Schulverein der Dominikanerinnen                                       |                                                 |                                                                 | 913036        |
|      | Private Fachschule und Aufbaulehrgang für wirtschaftliche Berufe der Dominikanerinnen Wien | 13   | Hietzing             | 1914       | HLW, BMS           | Schulverein der Dominikanerinnen                                       |                                                 |                                                                 | 913429        |
|      | Oberstufenrealgymnasium Rudolf Steiner Wien 13                                             | 13   | Hietzing             | 1992       | ORG                | Kuratorium für künstlerische und heilende Pädagogik                    |                                                 | Waldorfschule                                                   | 913046        |
|      | AHS WIEN WEST                                                                              | 14   | Penzing              | 2018       | BG, BRG, BORG, URG | Republik Österreich                                                    | Leistungssport                                  | Auf dem Geländer der ehemaligen Biedermann-Huth-Raschke-Kaserne | 914046        |
|      | BRG 14 Linzer Straße                                                                       | 14   | Penzing              |            | BG, BRG            | Republik Österreich                                                    |                                                 |                                                                 | 914026        |
|      | Goethe-Gymnasium Wien (GRG 14 Astgasse)                                                    | 14   | Penzing              | 1902       | BG, BRG            | Republik Österreich                                                    |                                                 |                                                                 | 914016        |
|      | Höhere Graphische Bundes-Lehr- und Versuchsanstalt                                         | 14   | Penzing              | 1888       | HGBLuVA            | Republik Österreich                                                    |                                                 |                                                                 | 914417        |
|      | w@lz Wiener Lernzentrum                                                                    | 14   | Penzing              | 2000       | ORG                | Verein w@lz Wiener Lernzentrum                                         |                                                 |                                                                 | 914014        |
|      | Bundesrealgymnasium und Bundesoberstufenrealgymnasium Wien 15                              | 15   | Rudolfsheim-Fünfhaus |            | BRG, BORG          | Republik Österreich                                                    |                                                 | Denkmalschutz                                                   | 915016        |
|      | Diefenbach Gymnasium                                                                       | 15   | Rudolfsheim-Fünfhaus | 1911       | BG, BRG            | Republik Österreich                                                    |                                                 |                                                                 | 915026        |
|      | GRG 15 Auf der Schmelz                                                                     | 15   | Rudolfsheim-Fünfhaus | 1973       | BG, BRG, BWRG      | Republik Österreich                                                    |                                                 |                                                                 | 915066        |
|      | Islamisches Realgymnasium Wien                                                             | 15   | Rudolfsheim-Fünfhaus | 1999       | RG                 | Verein SOLMIT                                                          |                                                 | Islamische Schule                                               | 915076        |
|      | Schulzentrum Friesgasse                                                                    | 15   | Rudolfsheim-Fünfhaus | 1860       | G, RG HAS, AUL     | Schulverbund SSND Österreich                                           | UNESCO-Schule                                   | Arme Schulschwestern von Unserer Lieben Frau                    | 915046 915418 |
|      | Bundesgymnasium Maroltingergasse                                                           | 16   | Ottakring            | 1906       | BG, BRG            | Republik Österreich                                                    |                                                 | Sportgymnasium                                                  | 916026        |
|      | Bundesrealgymnasium Schuhmeierplatz                                                        | 16   | Ottakring            | 1962       | BRG                | Republik Österreich                                                    |                                                 |                                                                 | 916016        |
|      | Schulzentrum Herbststraße für Mode und Kunst                                               | 16   | Ottakring            | 1910       | HBLA               | Republik Österreich                                                    |                                                 |                                                                 | 916419        |
|      | HTL Wien West                                                                              | 16   | Ottakring            | 1846       | HTL                | Republik Österreich                                                    |                                                 |                                                                 | 916447        |
|      | Bundesschulen Kalvarienberg                                                                | 17   | Hernals              |            | HBLA               | Republik Österreich                                                    |                                                 | k.u.k. Officierstöchter-Erziehungs-Institut Hernals             | 917429        |
|      | Hernalser Gymnasium Geblergasse                                                            | 17   | Hernals              | 1872       | BG, BRG            | Republik Österreich                                                    |                                                 |                                                                 | 917016        |
|      | Parhamergymnasium                                                                          | 17   | Hernals              | 1886       | BG, BRG, WRG       | Republik Österreich                                                    |                                                 |                                                                 | 917026        |
|      | Höhere Bundeslehr- und Versuchsanstalt für chemische Industrie                             | 17   | Hernals              | 1910       | HTL                | Republik Österreich                                                    |                                                 |                                                                 | 917417        |
|      | Amadeus International School                                                               | 18   | Währing              | 2012       | G                  | Themes Vienna Limited                                                  | Musik-Gymnasium                                 | Semmelweis-Frauenklinik, Denkmalschutz                          | 918086        |
|      | Bundesgymnasium Wien 18 Klostergasse                                                       | 18   | Währing              | 1900       | BG                 | Republik Österreich                                                    |                                                 | Denkmalschutz                                                   | 918036        |
|      | Schopenhauer Realgymnasium                                                                 | 18   | Währing              | 1914       | BRG                | Republik Österreich                                                    |                                                 |                                                                 | 918046        |
|      | Realgymnasium und Oberstufenrealgymnasium der Schulbrüder Marianum                         | 18   | Währing              | 1901       | G, RG, ORG         | Orden Schulbrüder                                                      | De-La-Salle-Schule                              | Denkmalschutz                                                   | 918026        |
|      | Albertus-Magnus-Schule Wien                                                                | 18   | Währing              | 1891       | G, RG              | Vereinigung von Ordensschulen Österreichs                              |                                                 | Denkmalschutz                                                   | 918016        |
|      | GWIKU 18 Haizingergasse                                                                    | 18   | Währing              | 1921       | BG, WBRG           | Republik Österreich                                                    |                                                 |                                                                 | 918056        |
|      | Döblinger Gymnasium                                                                        | 19   | Döbling              | 1885       | BG                 | Republik Österreich                                                    |                                                 | Denkmalschutz                                                   | 919016        |
|      | Bildungsanstalt für Elementarpädagogik Maria Regina                                        | 19   | Döbling              | 1891       | BAfEP              | Vereinigung von Ordensschulen Österreichs                              |                                                 |                                                                 | 919820        |
|      | Billrothgymnasium                                                                          | 19   | Döbling              | 1903       | BG                 | Republik Österreich                                                    |                                                 |                                                                 | 919036        |
|      | BG/BRG Billrothstraße 73, (GRG 19)                                                         | 19   | Döbling              |            | BG, BRG            | Republik Österreich                                                    |                                                 |                                                                 | 919076        |
|      | BRG 19 Krottenbachstraße                                                                   | 19   | Döbling              | 1907       | BRG                | Republik Österreich                                                    |                                                 |                                                                 | 919046        |
|      | Gymnasium Maria Regina                                                                     | 19   | Döbling              | 1924       | G, WRG             | Vereinigung von Ordensschulen Österreichs                              |                                                 | Kloster der Schwestern vom armen Kinde Jesu (Wien)              | 919056        |
|      | HLW19 Straßergasse                                                                         | 19   | Döbling              | 1900       | HLW                | Republik Österreich                                                    |                                                 |                                                                 | 919419        |
|      | Neulandschule Grinzing                                                                     | 19   | Döbling              | 1927       | G, RG              | Institut Neulandschulen                                                | Tagesheim                                       |                                                                 | 919066        |
|      | Gymnasium am Augarten                                                                      | 20   | Brigittenau          | 1875       | BG, BRG, BORG      | Republik Österreich                                                    | UNESCO-Schule                                   |                                                                 | 920016        |
|      | Technologisches Gewerbemuseum                                                              | 20   | Brigittenau          | 1879       | HTL                | Republik Österreich                                                    |                                                 |                                                                 | 920417        |
|      | Abendgymnasium Wien                                                                        | 21   | Floridsdorf          | 1925       | BG, BRG, WBRG      | Republik Österreich                                                    |                                                 |                                                                 | 921116        |
|      | Bundesgymnasium und Bundesrealgymnasium Franklinstraße 21                                  | 21   | Floridsdorf          | 1900       | BG, BRG            | Republik Österreich                                                    |                                                 |                                                                 | 921026        |
|      | Ella Lingens Gymnasium                                                                     | 21   | Floridsdorf          | 2002       | BG, BRG, BORG      | Republik Österreich                                                    | Ella Lingens                                    |                                                                 | 921076        |
|      | Gymnasium Franklinstraße 26                                                                | 21   | Floridsdorf          | 1949       | BG, BRG, WBRG      | Republik Österreich                                                    |                                                 |                                                                 | 921046        |
|      | GRG 21 Ödenburger Straße                                                                   | 21   | Floridsdorf          | 1972       | BG, BRG, WBRG      | Republik Österreich                                                    |                                                 |                                                                 | 921056        |
|      | Bertha-von-Suttner-Gymnasium (Wien)                                                        | 21   | Floridsdorf          | 1994       | BG, BRG            | Republik Österreich                                                    |                                                 | Schulschiff                                                     | 921066        |
|      | Höhere Lehranstalt für Wirtschaft und Tourismus Wien 21                                    | 21   | Floridsdorf          |            | HBLW               | Republik Österreich                                                    |                                                 |                                                                 | 921449        |
|      | Schulverein De La Salle Strebersdorf                                                       | 21   | Floridsdorf          | 1927 1904  | G, RG, ORG, BAfEP  | Orden Schulbrüder                                                      | De-La-Salle-Schule                              |                                                                 | 921036 921800 |
|      | Privatgymnasium Avicenna                                                                   | 21   | Floridsdorf          | 2015       | G, RG              | Kulturverein für Völkerverständigung und Bildung: Hafes-Goethe (HAGOE) |                                                 |                                                                 | 921116        |
|      | Vienna Business School Floridsdorf                                                         | 21   | Floridsdorf          |            | HAK, HAS           | Fonds der Wiener Kaufmannschaft                                        |                                                 | Vienna Business School                                          | 921428        |
|      | AHS Contiweg                                                                               | 22   | Donaustadt           | 2010       | BG, BRG            | Republik Österreich                                                    |                                                 |                                                                 | 922066        |
|      | AHS Heustadelgasse                                                                         | 22   | Donaustadt           | 2002       | BG, BRG            | Republik Österreich                                                    |                                                 |                                                                 | 922056        |
|      | Bernoulligymnasium                                                                         | 22   | Donaustadt           | 1970       | BG, BRG            | Republik Österreich                                                    |                                                 |                                                                 | 922016        |
|      | BRG 22 AHS Theodor Kramer                                                                  | 22   | Donaustadt           | 1996       | BG, BRG            | Republik Österreich                                                    |                                                 |                                                                 | 922046        |
|      | BRG Seestadt                                                                               | 22   | Donaustadt           | 2017       | WMS, BRG           | Republik Österreich                                                    |                                                 |                                                                 | 922086        |
|      | BG BRG Simonsgasse                                                                         | 22   | Donaustadt           |            | WMS, BG, BRG       | Republik Österreich                                                    |                                                 |                                                                 | 922096        |
|      | Bundeshandelsakademie und Bundeshandelsschule Wien 22                                      | 22   | Donaustadt           | 1976       | BHAK, BHAS, AUL    | Republik Österreich                                                    | ÖKOLOG-Schule, UNESCO-Schule, Botschafterschule |                                                                 | 922418        |
|      | ERG Donaustadt                                                                             | 22   | Donaustadt           | 2010       | RG, ORG            | Evangelische Kirche                                                    |                                                 |                                                                 | 922076        |
|      | Hertha Firnberg Schulen für Wirtschaft und Tourismus                                       | 22   | Donaustadt           | 2011       | HLW, HLT, HOFA     | Republik Österreich                                                    |                                                 |                                                                 | 922419        |
|      | HTL Donaustadt                                                                             | 22   | Donaustadt           | 1983       | HTL                | Republik Österreich                                                    |                                                 |                                                                 | 922427        |
|      | Polgargymnasium                                                                            | 22   | Donaustadt           | 1982       | BG, BRG, BORG      | Republik Österreich                                                    |                                                 |                                                                 | 922026        |
|      | Gymnasium und Oberstufenrealgymnasium St. Ursula                                           | 23   | Liesing              | 1923       | G, ORG             | Schulverein St. Ursula in Österreich                                   |                                                 |                                                                 | 923036        |
|      | GRG 23 Alterlaa                                                                            | 23   | Liesing              | 1989       | BG, BRG, WBRG      | Republik Österreich                                                    |                                                 |                                                                 | 923066        |
|      | GRG 23 Draschestraße                                                                       | 23   | Liesing              | 1985       | BG, BRG            | Republik Österreich                                                    |                                                 |                                                                 | 923076        |
|      | WMS/RG/ORG antonkriegergasse (AKG)                                                         | 23   | Liesing              | 1974       | WMS, BRG, BORG     | Republik Österreich                                                    |                                                 |                                                                 | 923046        |
|      | Höhere Lehranstalt für wirtschaftliche Berufe                                              | 23   | Liesing              | 1898       | HLW, AUL           | Institut Sancta Christiana                                             |                                                 |                                                                 | 923419        |
|      | Kollegium Kalksburg                                                                        | 23   | Liesing              | 1856       | G, RG              | Vereinigung der Ordensschulen Österreichs                              |                                                 |                                                                 | 923026        |

## Auslandsschulen
| Bild | Schule                                                                          | Staat             | Stadt                 | Jahr | Typ        | Träger                                                      | Anmerkungen                               | Schulkennzahl |
| ---- | ------------------------------------------------------------------------------- | ----------------- | --------------------- | ---- | ---------- | ----------------------------------------------------------- | ----------------------------------------- | ------------- |
|      | Österreichische Schule „Peter Mahringer“, (Shkolla Austriake „Peter Mahringer“) | Albanien          | Shkodra               | 2007 | HTL für IT | Österreichische Schulstiftung Shkoder                       | ISCED 5                                   | 32238         |
|      | Österreichische Schule Guatemala, (Instituto Austriaco Guatemalteco)            | Guatemala         | Guatemala-Stadt       | 1958 | G, RG      | Österreichisch-guatemaltekische Kulturstiftung              | ÖSD, DSD                                  | 32211         |
|      | formatio Privatschule                                                           | Liechtenstein     | Triesen               | 1995 | G, OG      | Privatstiftung Familie Ritter                               | bilaterales Abkommen zu der AHS-Oberstufe | —             |
|      | Österreichische Schule Mexiko, (Colegio Austriaco Mexicano)                     | Mexiko, Querétaro | Santiago de Querétaro | 2011 | ORG        | Schulverein Asociación Educativa Cultura Austriaco Mexicana | ÖSD, DSD                                  | 32239         |
|      | Österreichisches Gymnasium Prag, (Rakouské gymnázium v Praze)                   | Tschechien        | Prag, Prag 4, Modřany | 1991 | ORG        | Schulverein „Österreichische Schule Prag“                   | ÖSD, DELF                                 | 32236         |
|      | St. Georgs-Kolleg, (St. Georg Avusturya Lisesi)                                 | Türkei            | Istanbul, Beyoğlu     | 1882 | ORG, HAK   | Orden der Lazaristen                                        | Österreich-Bibliothek, ÖSD, ISCED 5 (HAK) | 32210         |
|      | Österreichische Schule Budapest, (Budapesti Osztrák Iskola)                     | Ungarn            | Budapest, 12. Bezirk  | 1989 | ORG        | Stiftung Österreichische Schule Budapest                    | ICDL                                      | 32235         |